# Aukrug
Aukrug (niederdeutsch Aukrog) ist eine Gemeinde im Kreis Rendsburg-Eckernförde in Schleswig-Holstein. Die Gemeinde entstand am 31. Dezember 1969 durch den Zusammenschluss der bis dahin selbständigen Gemeinden Bargfeld (mit dem Ortsteil Tönsheide), Böken, Bünzen, Homfeld (mit dem Ortsteil Bucken) und Innien. Sie leitet ihren Namen von einer Gebietsbezeichnung ab und ist ein staatlich anerkannter Erholungsort.

## Geographie

### Geographische Lage

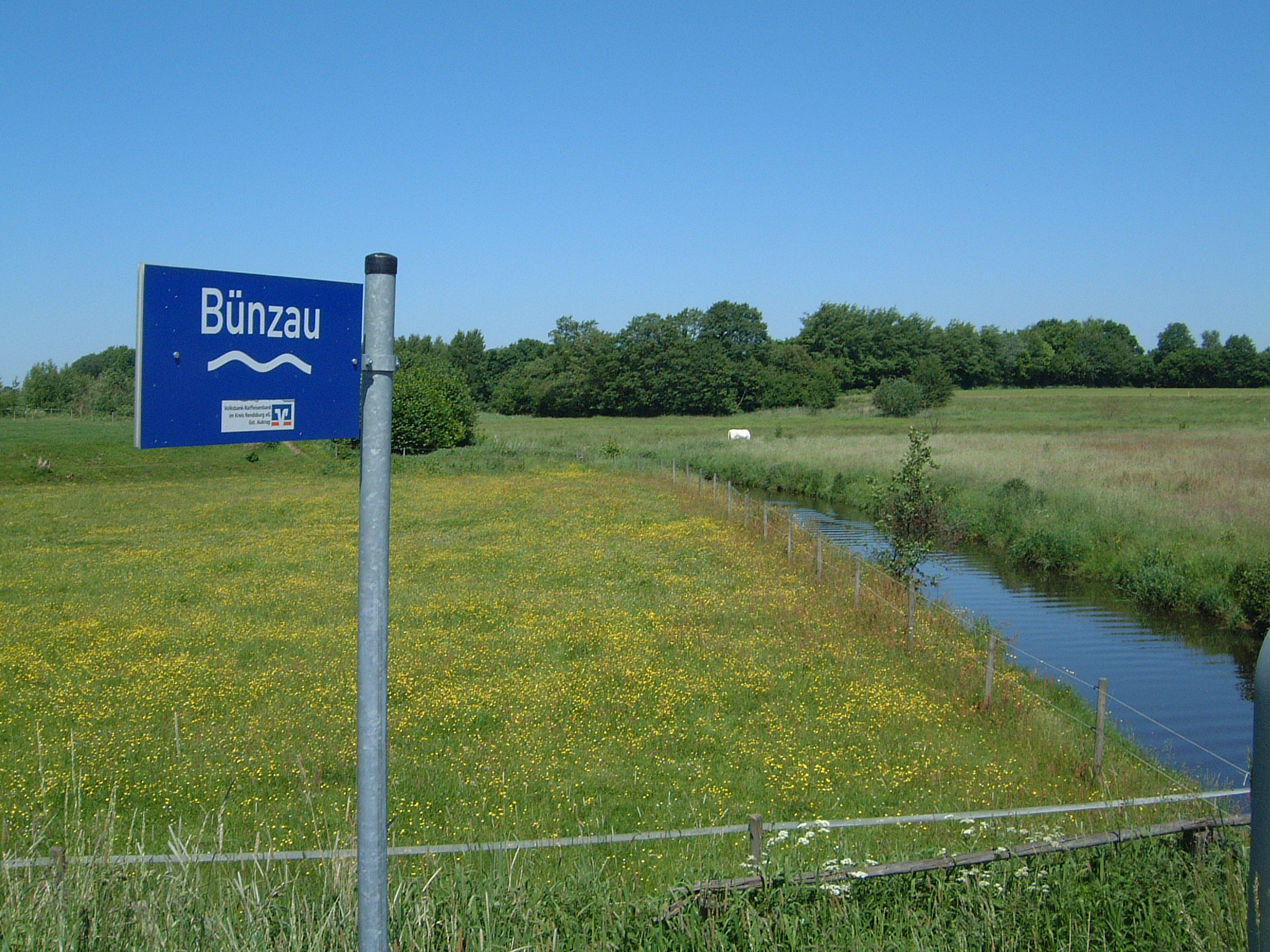
Bünzau in Aukrug-Innien

Das Gemeindegebiet von Aukrug erstreckt sich im Osten des Naturraums Heide-Itzehoer Geest etwa 12 km westlich von Neumünster am östlichen Rand des nach ihm benannten Naturparkes Aukrug. In Aukrug fließt die Bünzau und die südwestlich von Böken von links einmündende Höllenau. Die geographischen Koordinaten für Aukrug sind: Breitengrad 54,0825°, Längengrad 9,7842°.

### Gemeindegliederung
Nach dem Amtlichen Gemeindeverzeichnis für die Bundesrepublik Deutschland von 1957 hatten die ehemaligen fünf Gemeinden, die den heutigen Gemarkungen entsprechen, folgende Flächen:
| Gemarkung | Fläche (km²) | Einwohner | WGS84- Koordinaten                | Bemerkungen                 |
| --------- | ------------ | --------- | --------------------------------- | --------------------------- |
| Bargfeld  | 6,45         | …         | …                                 | einschl. Ortsteil Tönsheide |
| Böken     | 13,03        | …         | …                                 |                             |
| Bünzen    | 9,73         | …         | …                                 |                             |
| Homfeld   | 14,20        | …         | …                                 | einschl. Ortsteil Bucken    |
| Innien    | 6,48         | …         | …                                 |                             |
| Aukrug    | 49,89        | …         | 54° 04′ 57,0″ N, 009° 47′ 03,1″ O |                             |

### Nachbargemeinden
Unmittelbar angrenzende Gemeindegebiete zu Aukrug sind:
| Grauel (Exklave) | Hohenwestedt, Tappendorf, Rade, Mörel       | Gnutz    |
|                  | Kompassrose, die auf Nachbargemeinden zeigt | Wasbek   |
| Meezen           | Wiedenborstel, Sarlhusen                    | Arpsdorf |

### Klima
Durch die Lage in Mitteleuropa besteht in Aukrug ein humides kühlgemäßigtes Übergangsklima, das weder sehr kontinental noch sehr maritim ist. Die Temperatur liegt im Jahresmittel bei 8,2 °C, es fallen 793 Millimeter Niederschlag pro Jahr. Trockenster Monat ist der Februar mit 46 Millimetern Niederschlagsmenge, niederschlagsreichster Monat ist der August mit 86 Millimetern. Kältester Monat ist der Januar mit durchschnittlich 0,2 °C, wärmster Monat ist der Juli mit durchschnittlich 16,6 °C.
|                        | Jan  | Feb  | Mär | Apr  | Mai  | Jun  | Jul  | Aug  | Sep  | Okt  | Nov | Dez  |   |      |
| Mittl. Temperatur (°C) | 0,2  | 0,4  | 3,1 | 7,0  | 11,4 | 14,9 | 16,6 | 16,0 | 13,3 | 9,2  | 4,5 | 1,7  | ⌀ | 8,2  |
| Mittl. Tagesmax. (°C)  | 2,4  | 2,9  | 6,3 | 11,2 | 16,2 | 19,8 | 21,2 | 20,4 | 17,8 | 12,6 | 6,9 | 3,8  | ⌀ | 11,8 |
| Mittl. Tagesmin. (°C)  | −2,0 | −2,1 | 0,0 | 2,9  | 6,7  | 10,0 | 12,1 | 11,7 | 8,9  | 5,8  | 2,2 | −0,3 | ⌀ | 4,7  |
|                        |      |      |     |      |      |      |      |      |      |      |     |      |   |      |
| Niederschlag (mm)      | 65   | 46   | 50  | 48   | 55   | 68   | 81   | 86   | 73   | 68   | 77  | 76   | Σ | 793  |

| −2,0 |

| −2,1 |

| 0,0 |

| 2,9 |

| 6,7 |

| 10,0 |

| 12,1 |

| 11,7 |

| 8,9 |

| 5,8 |

| 2,2 |

| −0,3 |

| −2,0 |

| −2,1 |

| 0,0 |

| 2,9 |

| 6,7 |

| 10,0 |

| 12,1 |

| 11,7 |

| 8,9 |

| 5,8 |

| 2,2 |

| −0,3 |

| N i e d e r s c h l a g | 65  | 46  | 50  | 48  | 55  | 68  | 81  | 86  | 73  | 68  | 77  | 76  |
|                         | Jan | Feb | Mär | Apr | Mai | Jun | Jul | Aug | Sep | Okt | Nov | Dez |

### Landschaft

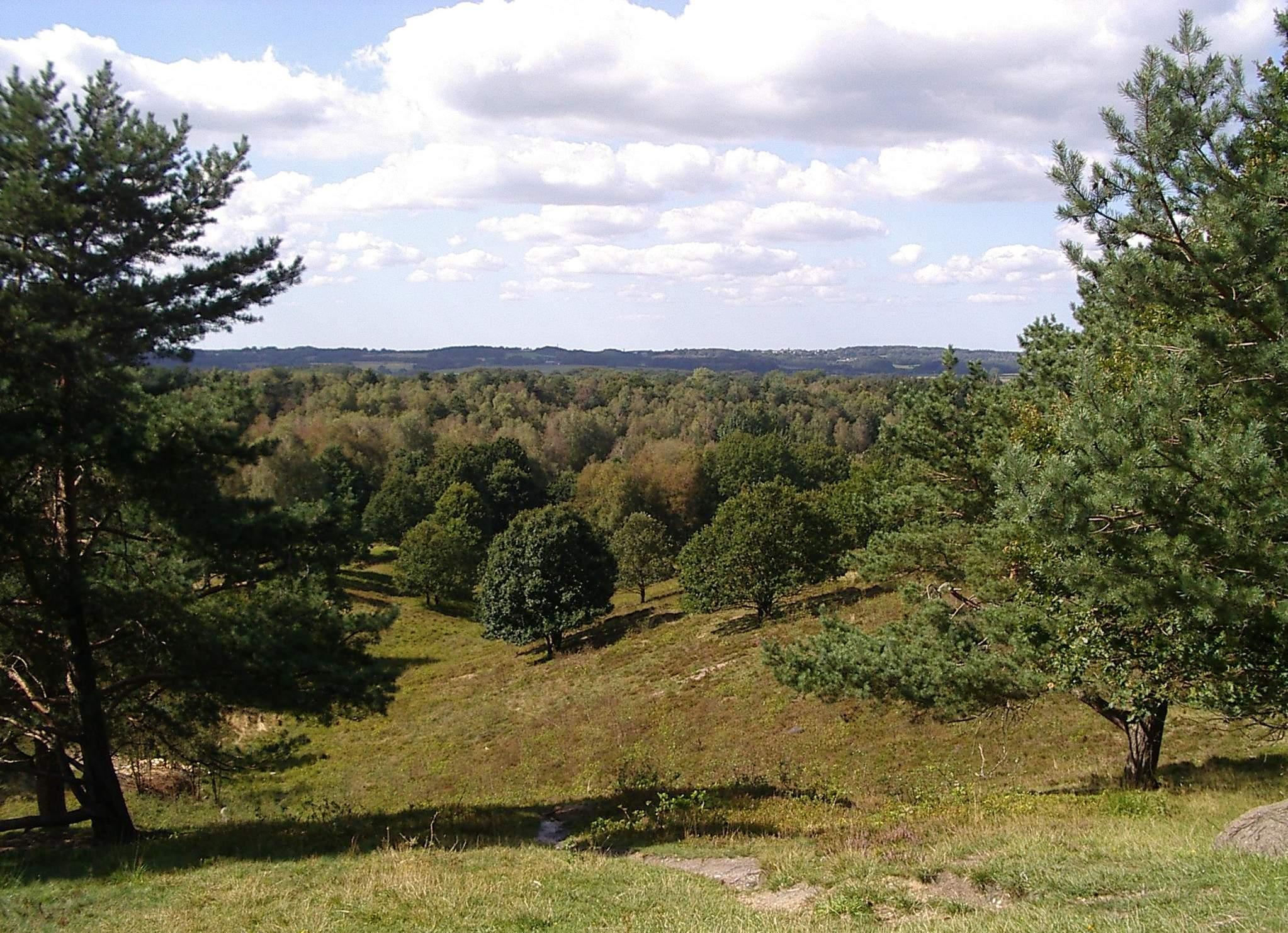
Blick vom Boxberg im Sommer…
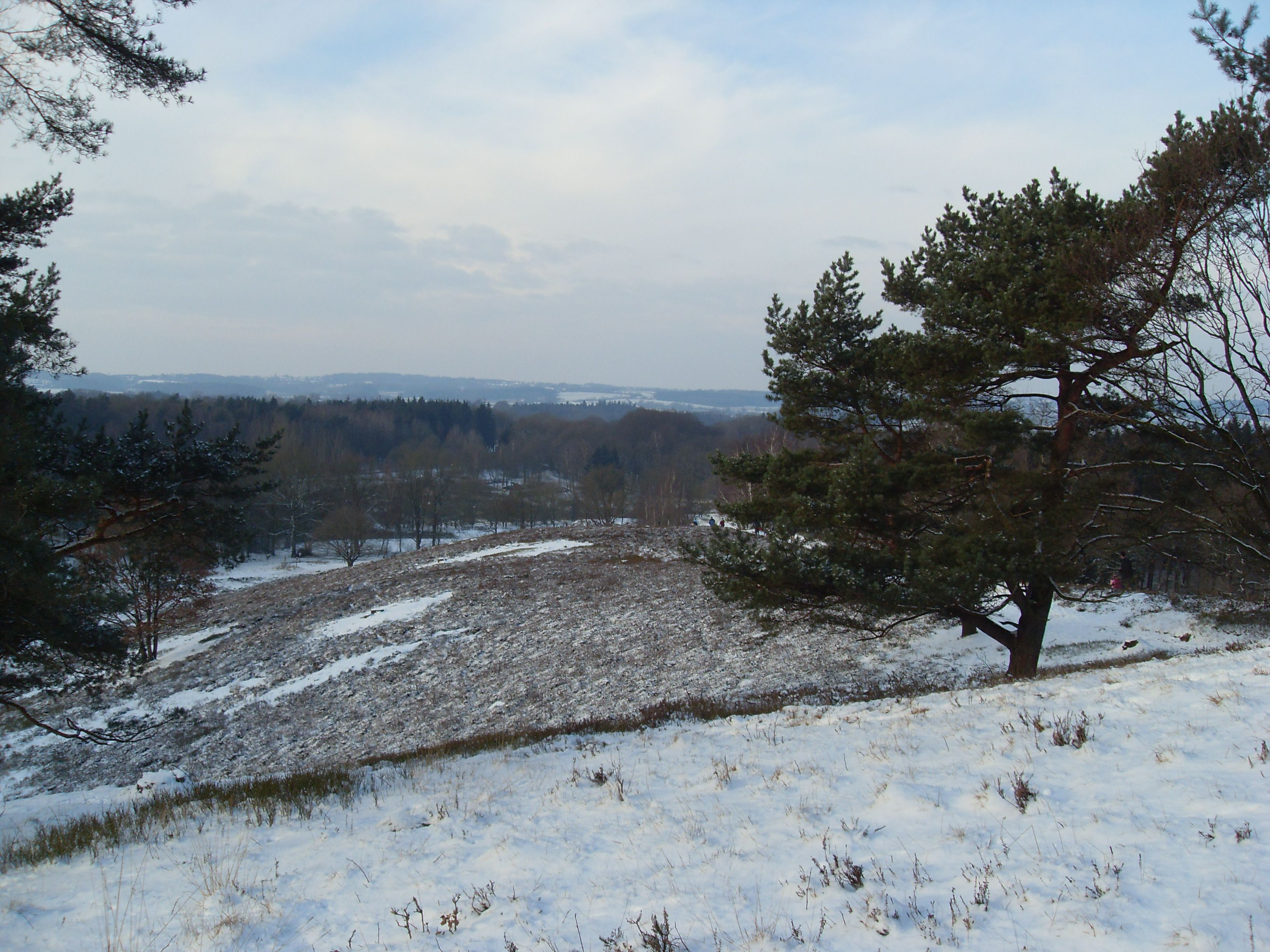
…und im Winter

Die Landschaft im Gemeindegebiet wird geprägt durch Wiesen und Felder, Heide, Moore, Teiche und kleine Flussläufe. Durch den langjährigen Torfabbau zur Herstellung von Torfkohle sind die Moorflächen im Gemeindegebiet jedoch stark zurückgegangen. Heute besteht nur noch das Viertshöher Moor, ein Hochmoor im Ortsteil Böken, welches dieser Verwendung dient.
351 ha des 1000 ha großen Forstes Iloo liegen im Aukruger Gemeindegebiet.

## Geschichte
Der Name Aukrug war ursprünglich eine Gebietsbezeichnung und wird abgeleitet von der plattdeutschen Bezeichnung „in de Aukrögen“, was bedeutet in den Krümmungen der Auen. Die genaue Bezeichnung für diese Gegend um die fünf Dörfer Innien, Böken, Bünzen, Bargfeld und Homfeld lautete Nortorfer Aukrug, da es bei Neumünster und Rendsburg ebenfalls einen Aukrug gab. Der älteste Ortsteil, Innien, wurde bereits 1128 erwähnt.
Vom 1. April 1970 bis zum 31. Dezember 2011 gehörte die zuvor amtsfreie Gemeinde zum Amt Aukrug mit Sitz in Aukrug (Ortsteil Innien, wo heute an der Bargfelder Straße 10 der Gemeindesaal liegt). Am 1. Januar 2012 ging das Amt Aukrug im Amt Mittelholstein auf, dessen Sitz Hohenwestedt ist.

### Postgeschichte
1881 wurde in Innien eine Postagentur eröffnet. 1908 wurde ein Postgebäude errichtet und die Agentur in ein selbständiges Postamt umgewandelt.

### Chronik des Aukrugs
Die „Geschichte des Aukrugs“ wurde bereits mehrfach im gleichnamigen Buch festgeschrieben. Die erste Ausgabe wurde bereits 1907 beauftragt und erschien 1913; der Autor war Georg Reimer. Die Aukruger Chronik ist damit eine der ältesten gedruckten Dorfchroniken Schleswig-Holsteins. Neuauflagen erschienen 1959 (überarbeitete Neuauflage), 1978 (Ausgabe von 1959 mit Fortsetzung) und 1995 (Ergänzungen und Nachträge). Seit 2020 sind die Bücher als Online-Versionen verfügbar und werden im Aukrug Geschichte Wiki fortgeschrieben.

### Einwohnerentwicklung

Einwohnerentwicklung von Aukrug von 1803 bis 2015

Die Geschichte des Aukrugs weist folgende Einwohnerzahlen aus:
| Jahr               | Bargfeld | Böken | Bünzen | Homfeld | Innien | Gesamt |
| ------------------ | -------- | ----- | ------ | ------- | ------ | ------ |
| 1803               | 108      | 193   | 193*   | 125*    | 78*    | 504    |
| 1845               | 116      | 237   | 152*   | 155*    | 208*   | 838    |
| 1860               | 187      | 307   | 235    | 256     | 239    | 1224   |
| 1875               | 131      | 250   | 197    | 273     | 220    | 1071   |
| 1880               | 141      | 305   | 205    | 253     | 262    | 1166   |
| 1885               | 124      | 309   | 188    | 283     | 280    | 1184   |
| 1890               | 125      | 309   | 188    | 284     | 328    | 1234   |
| 1895               | 166      | 296   | 206    | 275     | 384    | 1327   |
| 1900               | 132      | 296   | 210    | 266     | 472    | 1376   |
| 1910               | 110      | 350   | 225    | 275     | 607    | 1567   |
| 1925               | 107      | 362   | 223    | 287     | 699    | 1678   |
| 1933               | 196      | 329   | 222    | 268     | 621    | 1636   |
| 1939               | 236      | 321   | 244    | 300     | 657    | 1758   |
| 1946               | 532      | 709   | 512    | 565     | 1361   | 3679   |
| 13. September 1950 | 504      | 660   | 466    | 467     | 1362   | 3459   |
| 25. September 1956 | 385      | 443   | 329    | 344     | 1116   | 2617   |
| 1970               |          |       |        |         |        | 2500   |
| 1987               |          |       |        |         |        | 3020   |
| 1994               |          |       |        |         |        | 3300   |
| 30. Juni 2005      |          |       |        |         |        | 3828   |
| 2011               |          |       |        |         |        | 3733   |
| 31. Dezember 2015  |          |       |        |         |        | 3770   |
| 31. Dezember 2017  |          |       |        |         |        | 3811   |
| 31. Dezember 2018  |          |       |        |         |        | 3803   |
| 31. Dezember 2022  |          |       |        |         |        | 3953   |

(*) ohne die Einwohner der klösterlichen Ländereien, die sich erst ab 1860 in der Statistik wiederfinden

## Politik

### Gemeindevertretung

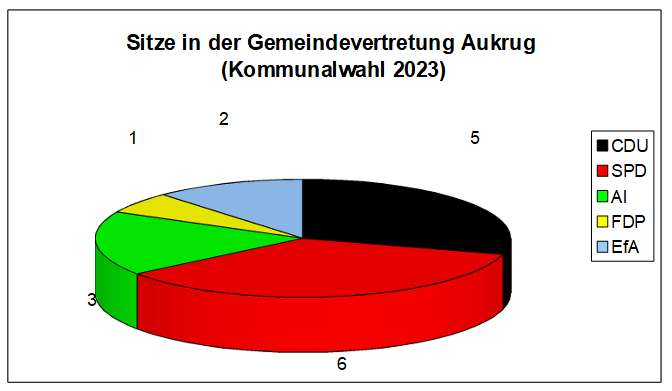
Sitzverteilung in der Aukruger Gemeindevertretung (Kommunalwahl 2023)

Von den 17 Sitzen in der Gemeindevertretung hat die SPD seit der Kommunalwahl im Mai 2023 sechs Sitze, die CDU fünf, die Wählergemeinschaft AI (Aukruger Interessengemeinschaft) drei, die Wählergemeinschaft EfA (Einwohner für Aukrug) zwei Sitze und die FDP einen Sitz.

### Bürgermeister
- 1970–1985: Hans August Jensen (CDU)
- 1985–1990: Eitel-Wolf Necker (CDU)
- 1990–1994: Reimer Reimers (SPD)
- 1994–1998: Heinrich Hermann Behr (FDP)
- 1998–2018: Nils Kuhnke (CDU)
- seit 2018: Joachim Rehder (SPD)

### Wappen
| Wappen von Aukrug | Blasonierung: „In Grün über silbernem Wellenbalken ein silbernes Rad mit vier Speichen (Radkreuz), belegt in der Mitte und an den vier äußeren Enden der Speichen mit zusammen fünf roten, mit goldenen Samenkapseln und goldenen Kelchblättern versehenen Rosenblüten.“ |
| Wappen von Aukrug | Wappenbegründung: Die grüne Farbe symbolisiert die naturräumliche Lage im Naturpark Aukrug. Der silberne Wellenbalken drückt die Lage an den Flüssen Buckener Au, Mitbek und Bünzau aus und nimmt Bezug auf die Lage des in den „Krümmungen der Auen“ gelegenen Gebietes. Die Ortsteile Bargfeld, Böken, Bünzen, Homfeld und Innien werden im Wappen durch die fünf Rosen vertreten. Das verbindende Rad zeigt das Zusammenwachsen dieser fünf ehemals selbständigen Dörfer. Das Rad symbolisiert ebenfalls die verkehrsgünstige Lage an dem Straßenkreuz der Landesstraße 121 Kiel – Itzehoe und der Lübschen Trade, heute die Bundesstraße 430. |

### Partnerschaften
- Seit 1991 kommunale Patenschaft mit Warin in Mecklenburg-Vorpommern
- Seit 1997 besteht ein offizieller Freundschafts- und Partnerschaftsvertrag mit dem Dorf Sien in Burkina Faso.[15]

## Sehenswürdigkeiten
In der Liste der Kulturdenkmale in Aukrug stehen die in der Denkmalliste des Landes Schleswig-Holstein eingetragenen Kulturdenkmale.

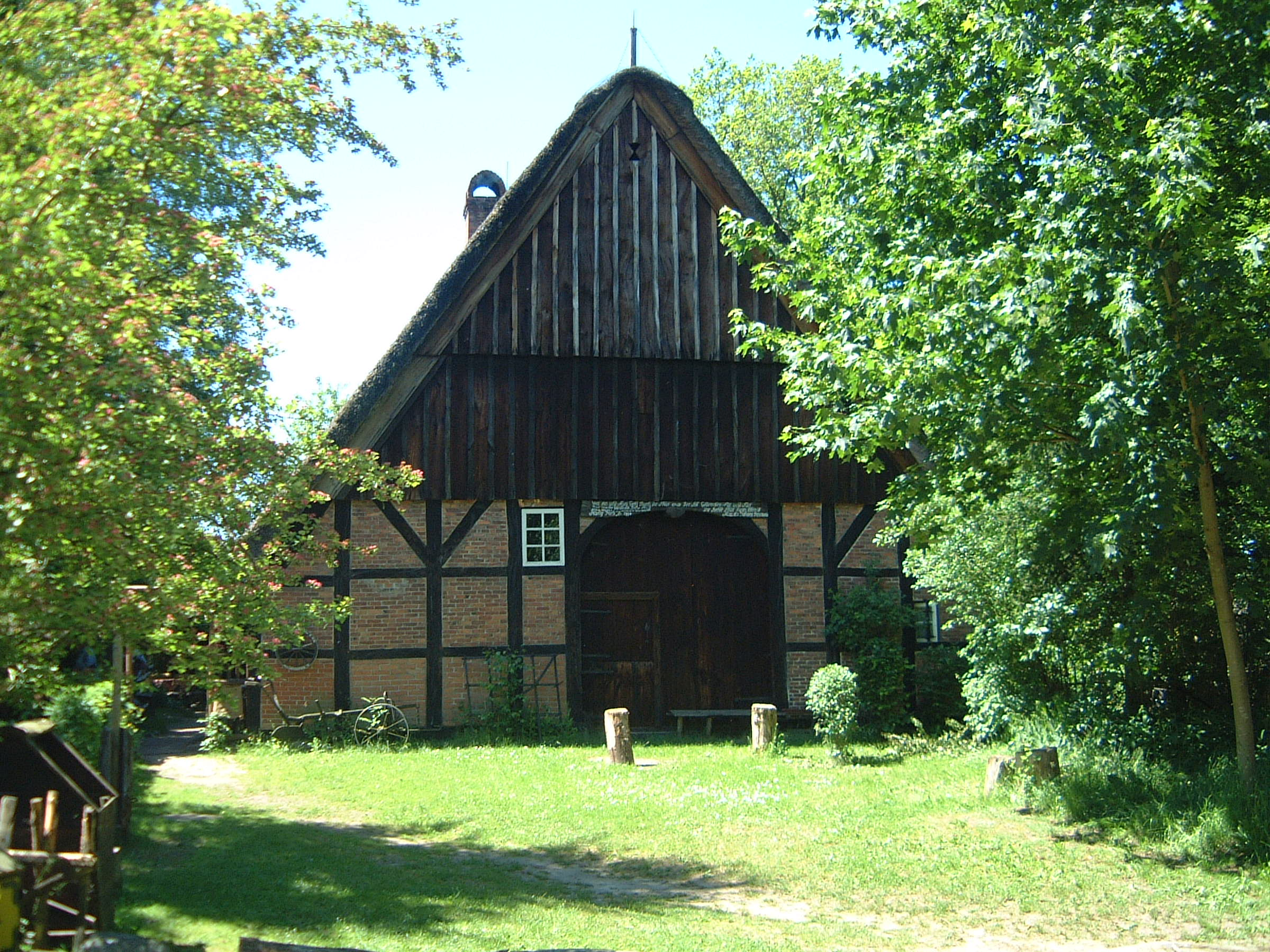
Heimatmuseum „Dat ole Hus“
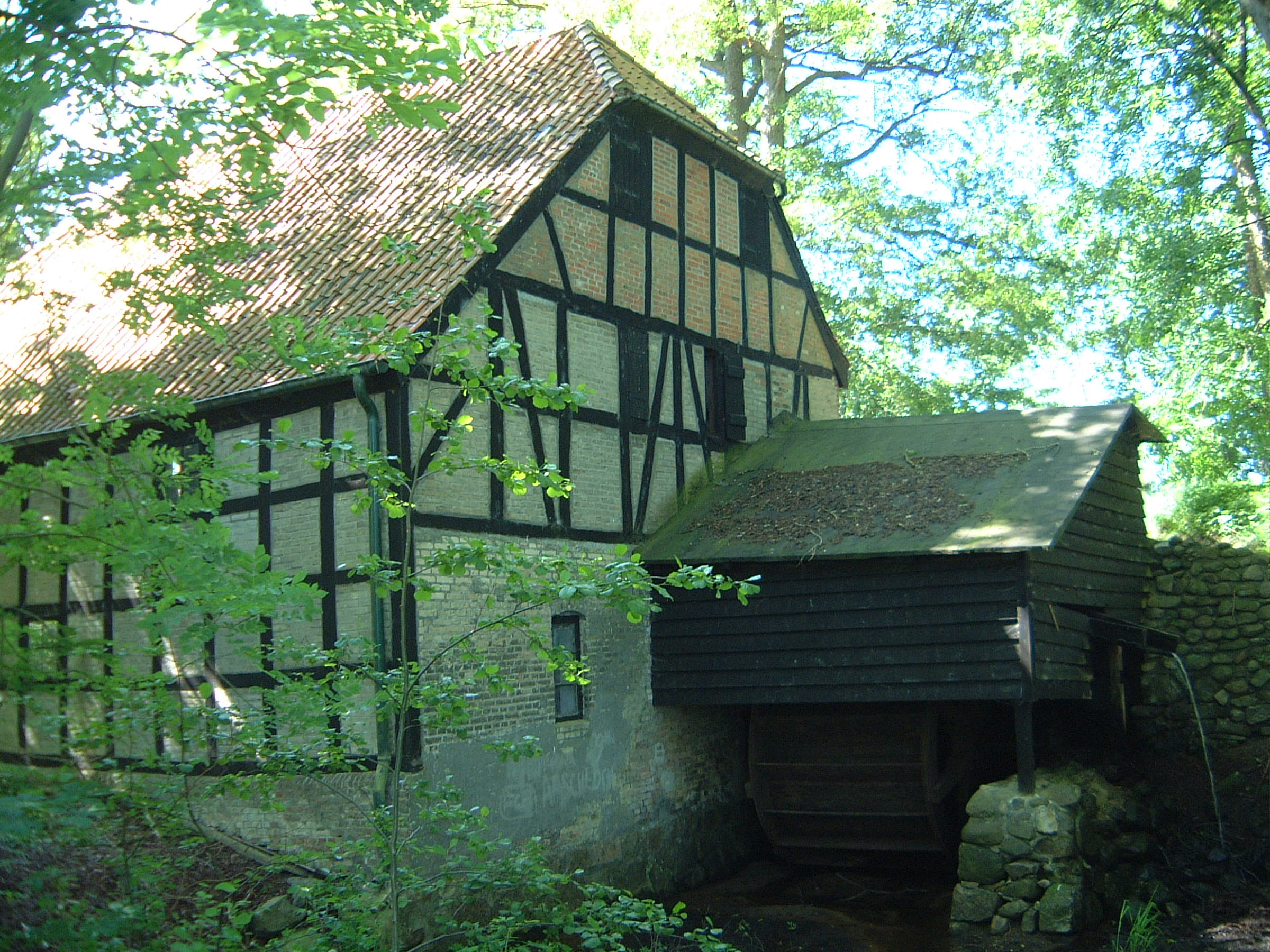
Historische Wassermühle in Bünzen
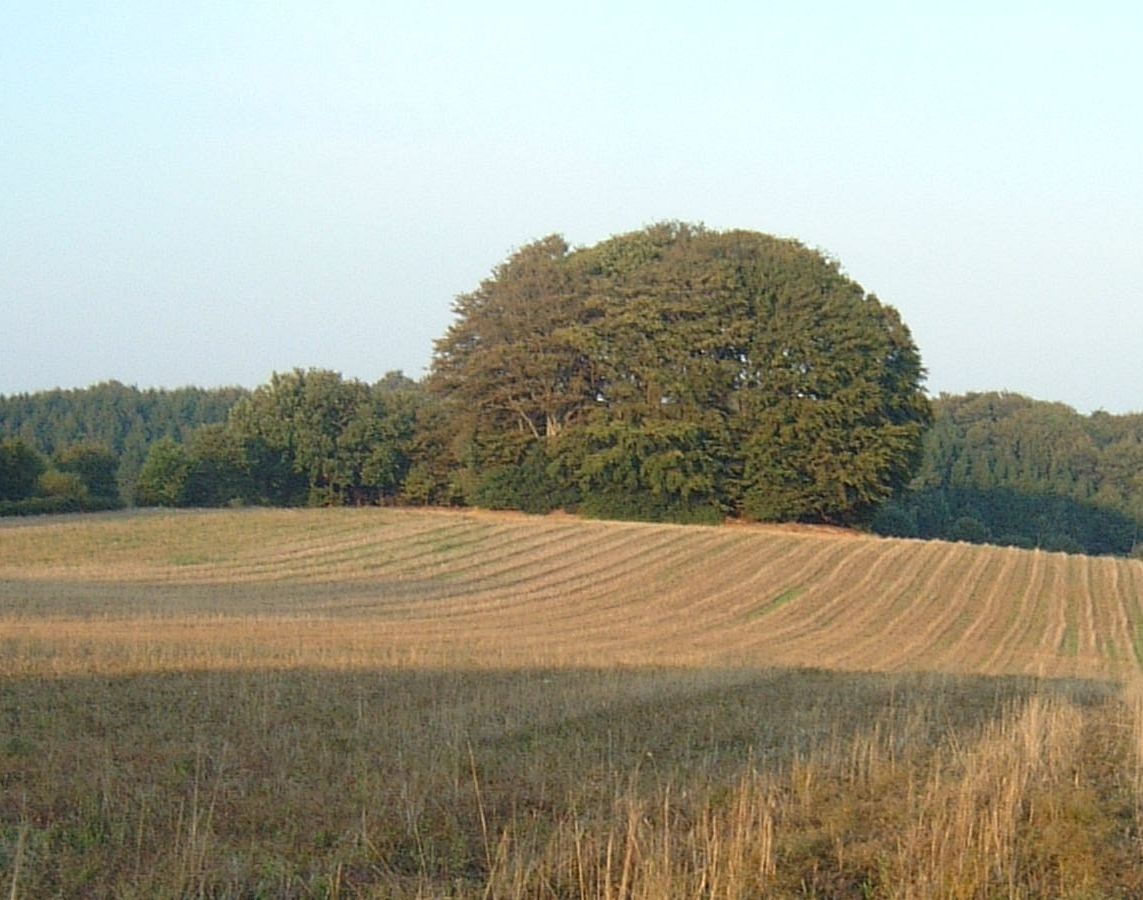
Hünengrab „Kluesbarg“ in Aukrug-Homfeld
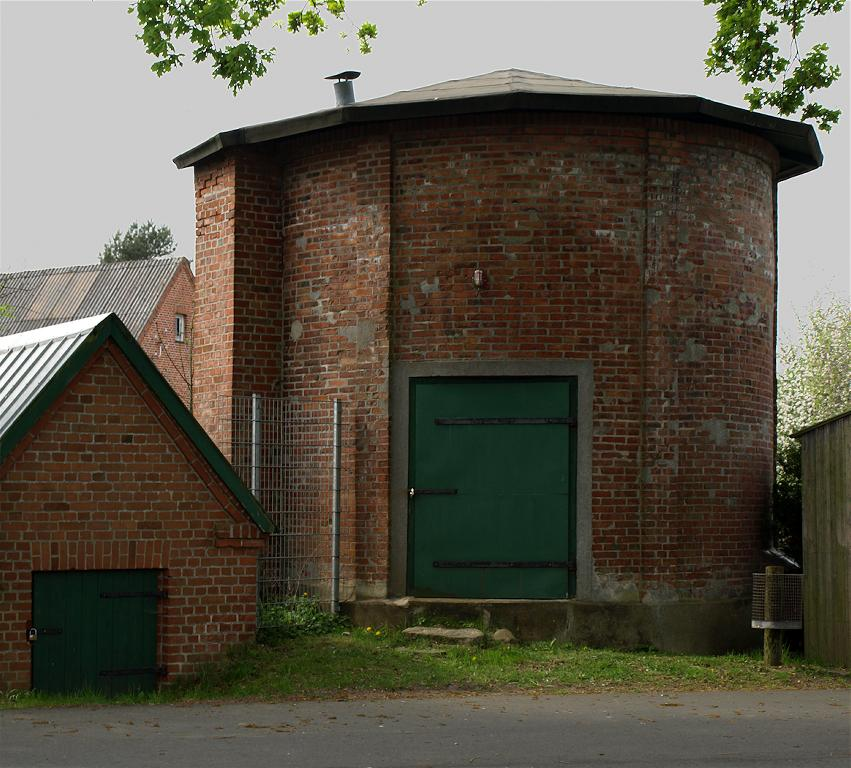
Wasserturm im Ortsteil Böken

Die Region ist touristisch sehr gut erschlossen.

### Heimatmuseum „Dat ole Hus“
Dat ole Hus ist ein Heimatmuseum im Ortsteil Bünzen. Der Bau wurde um 1700 erstmals errichtet und 1804 nach einem Brand als strohgedeckte Kate neu gebaut. Bekanntes Reiseziel ist der „Museumskroog“, in dem es auf dem alten Herd frisch gebackene Waffeln mit Kirschgrütze gibt.

### Die Bünzer Wassermühle
Die Bünzer Wassermühle ist eine gut erhaltene Wassermühle, die vermutlich seit dem Mittelalter besteht. Die Mühle ist als Wahrzeichen auf der Touristischen Unterrichtungstafel an der Bundesautobahn 7 abgebildet.

### Aukruger Kirche
Die Evangelische Kirche Aukrug ist eine 1893 geweihte kreuzförmige Saalkirche im neugotischen Stil. Der Entwurf des erst 1922 gebauten Turmes stammt von dem kaiserlichen Baurat und Kirchenbaumeister Jürgen Kröger, der im Ruhestand in Innien lebte.

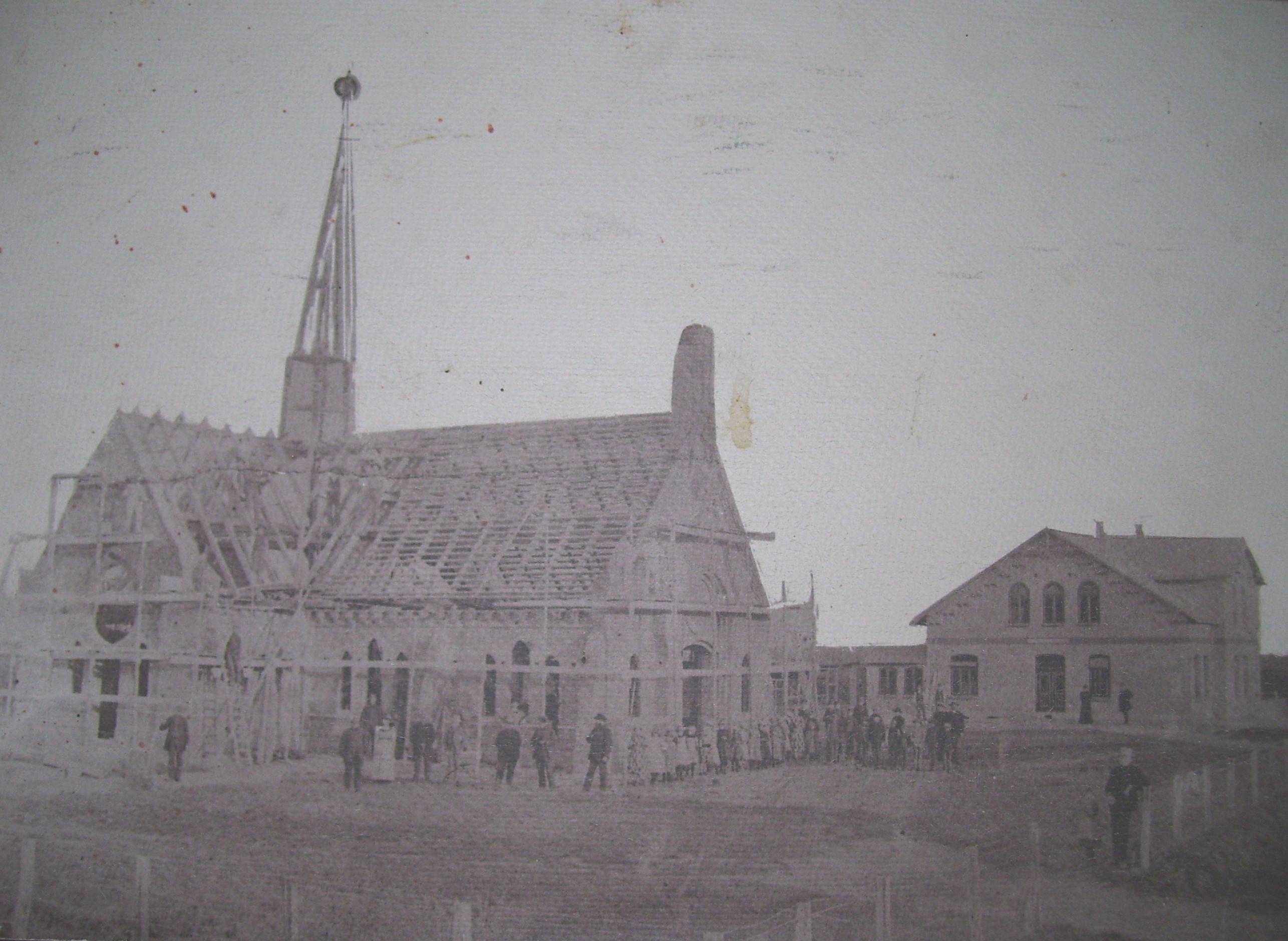
Aukruger Kirche und Pastorat in der Bauphase
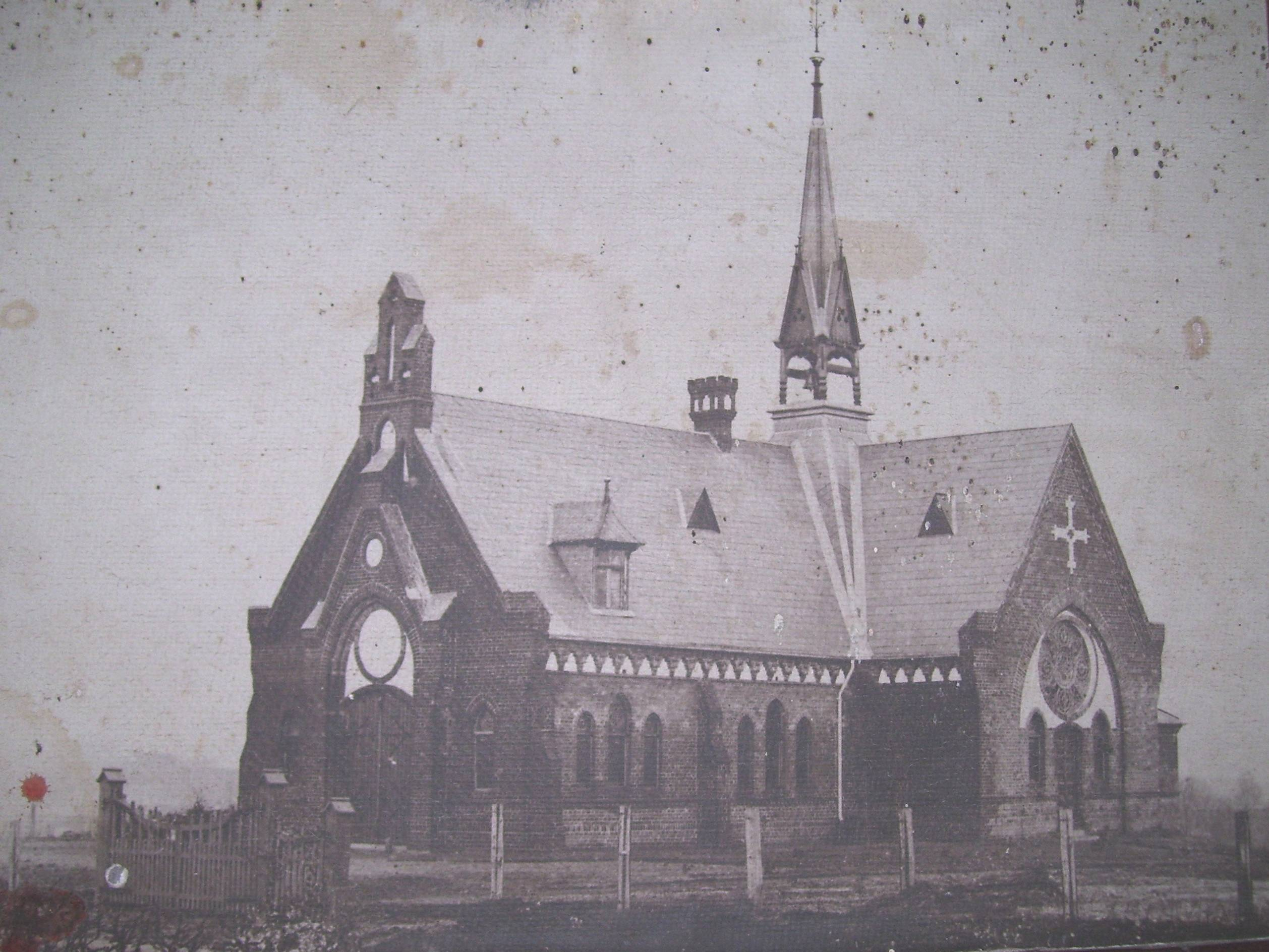
Aukruger Kirche nach der Fertigstellung
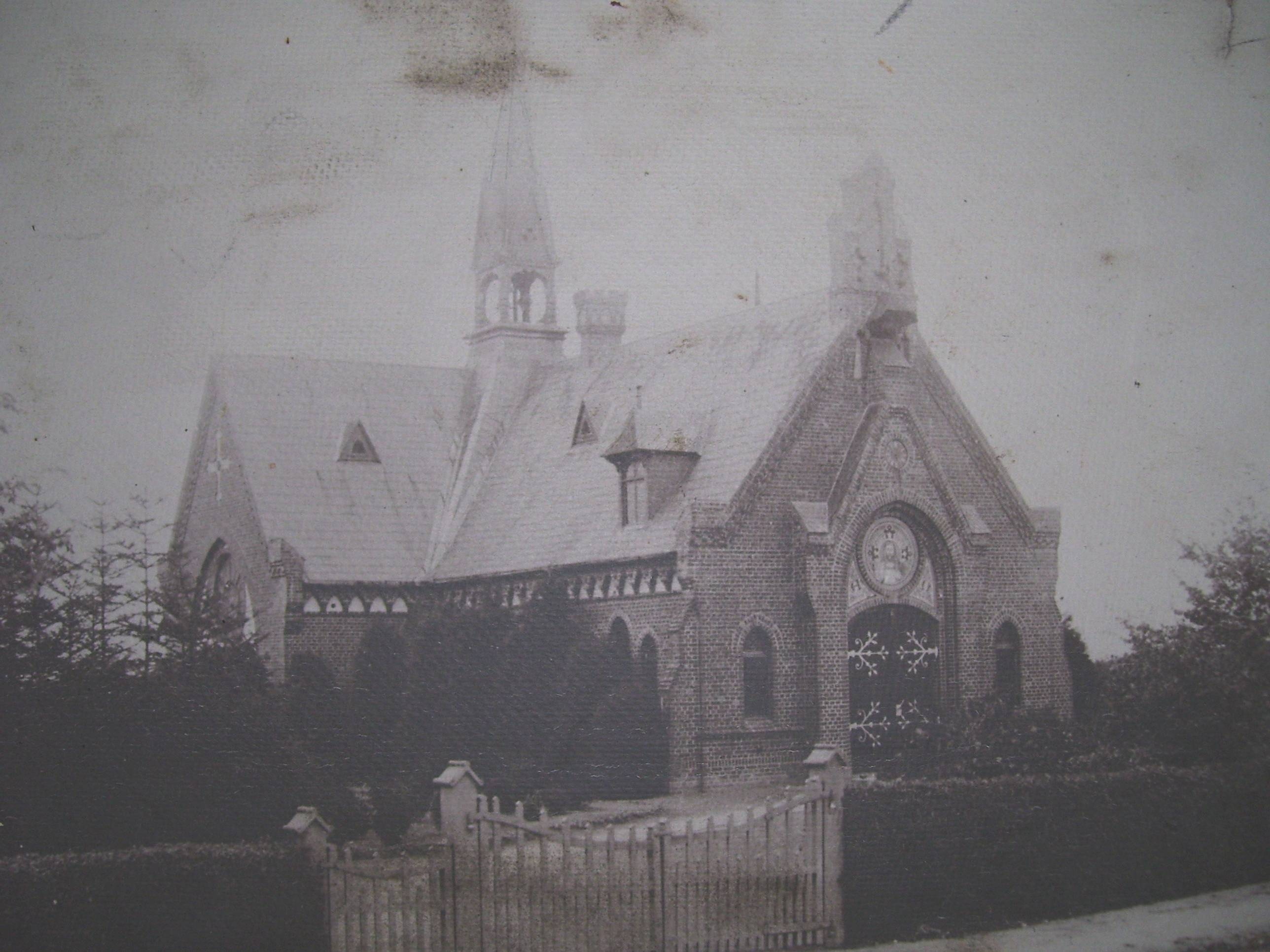
Frontansicht der Aukruger Kirche vor dem Bau des Turmes
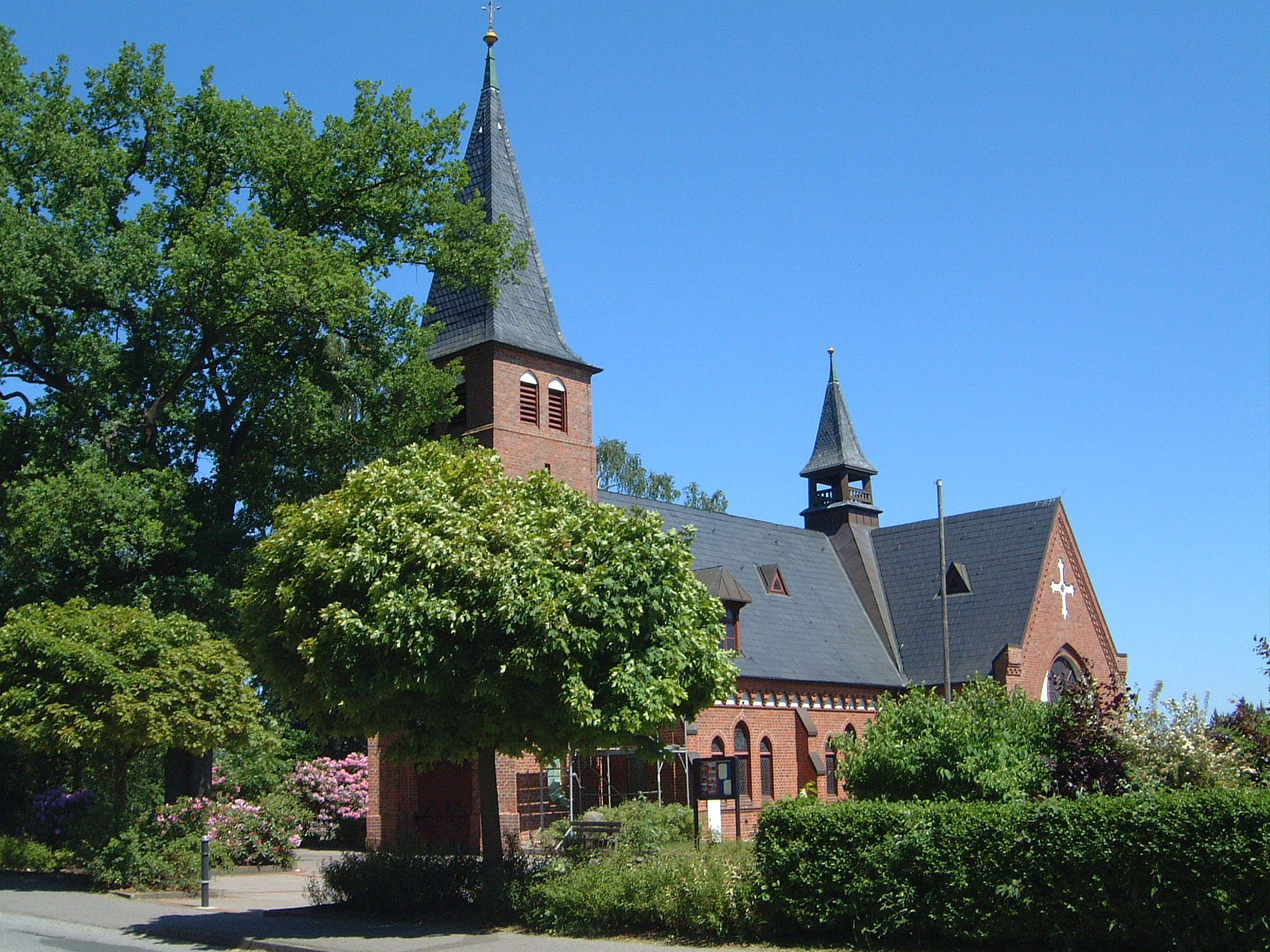
Die Aukruger Kirche im Sommer 2006

### Wasserturm in Aukrug-Böken
Einer der kleinsten Wassertürme Schleswig-Holsteins steht in Böken. Er diente bis 2023 der Wasserversorgung in Böken. 2023 wurde die Wassergenossenschaft aufgelöst. Somit ist der Wasserturm nicht mehr für die Versorgung zuständig.

### Der Boxberg
Mit 76,8 Metern Höhe ist der Boxberg eine der höchsten Erhebungen im Naturpark Aukrug. Von seiner Spitze hat der Betrachter einen weiten Blick über die waldreiche Landschaft des Naturparks.

### Turmhügelburg „Bori“ in Bünzen
In Bünzen am Sportplatz befindet sich die frühmittelalterliche Burg Bori. Die Anlage gehört zu den sogenannten Motten, die ab dem 12. Jahrhundert verstärkt angelegt wurden. Ein weiterer, allerdings kaum noch erkennbarer Turmhügel, befindet sich in Bargfeld.

### Viertshöher Moor
An der Straße nach Nortorf befindet sich das Viertshöher Moor, ein wiedervernässtes Hochmoor mit einem Rundwanderweg. Die ringförmigen Hügel, die sich auf dem Gelände befinden, sind Überreste aus der Herstellung von Torfkohle, die ähnlich wie Holzkohle hergestellt wurde.

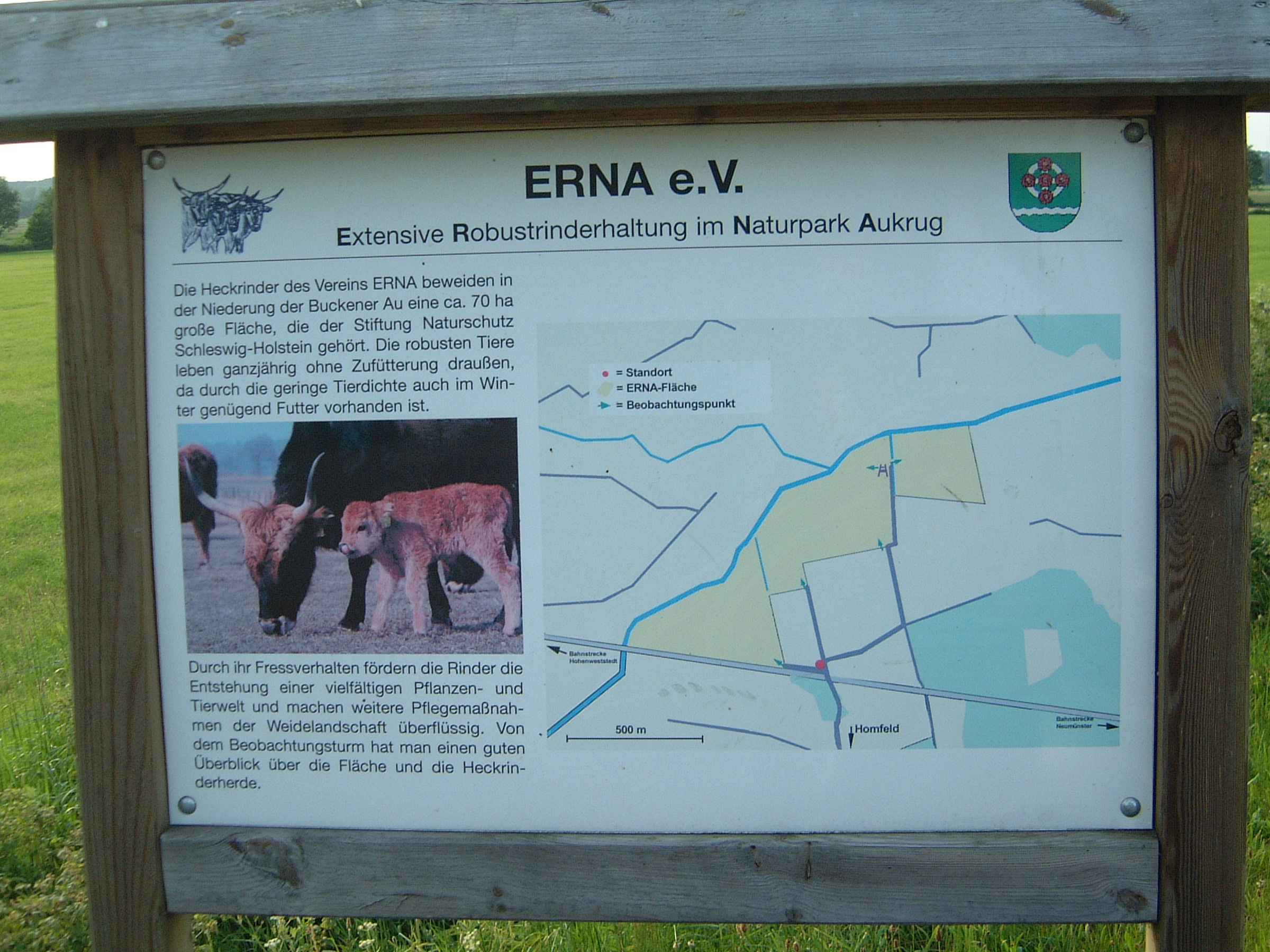
ERNA Informationstafel in Homfeld
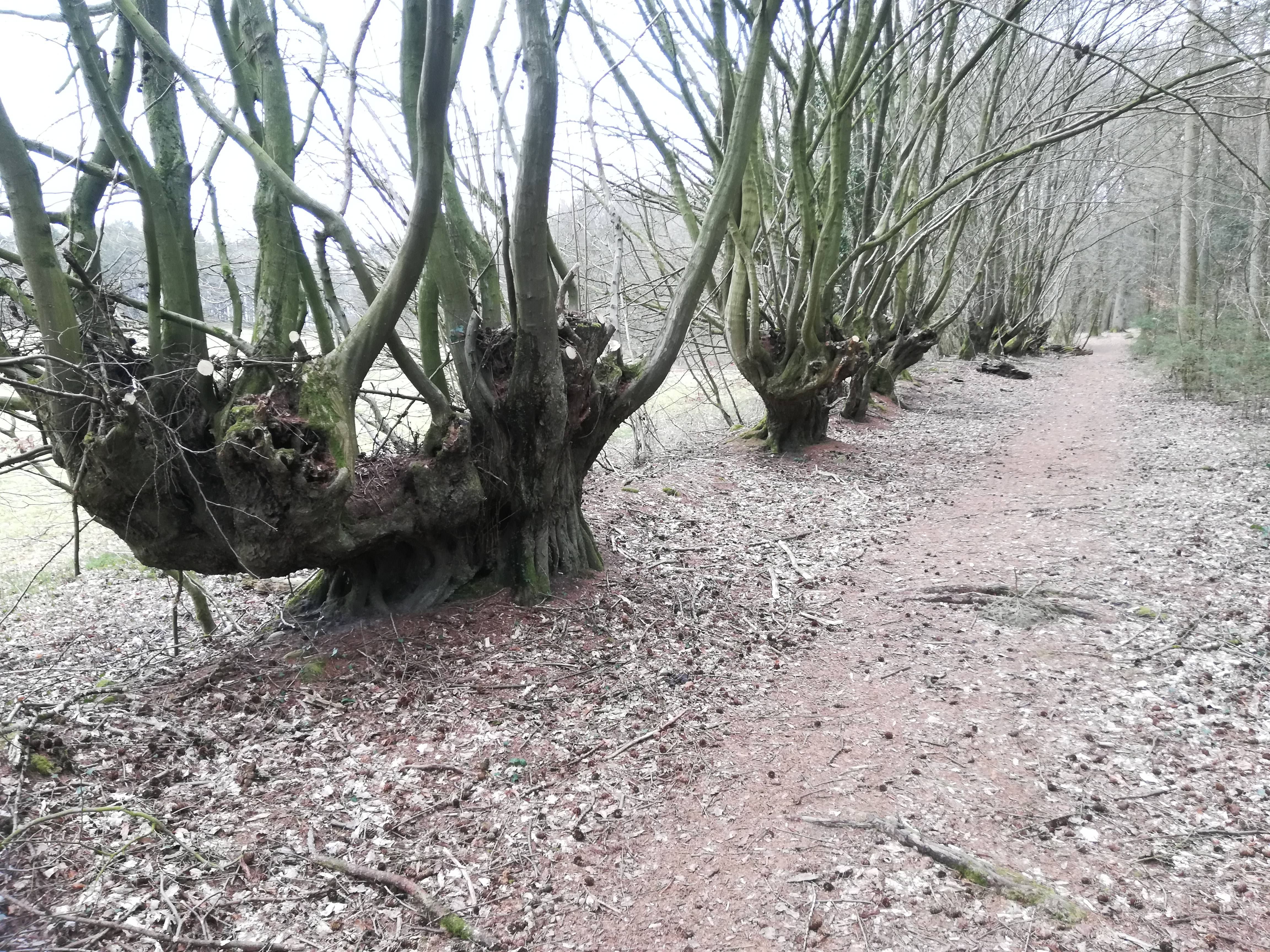
Naturdenkmal „Knick mit Knickharfen“
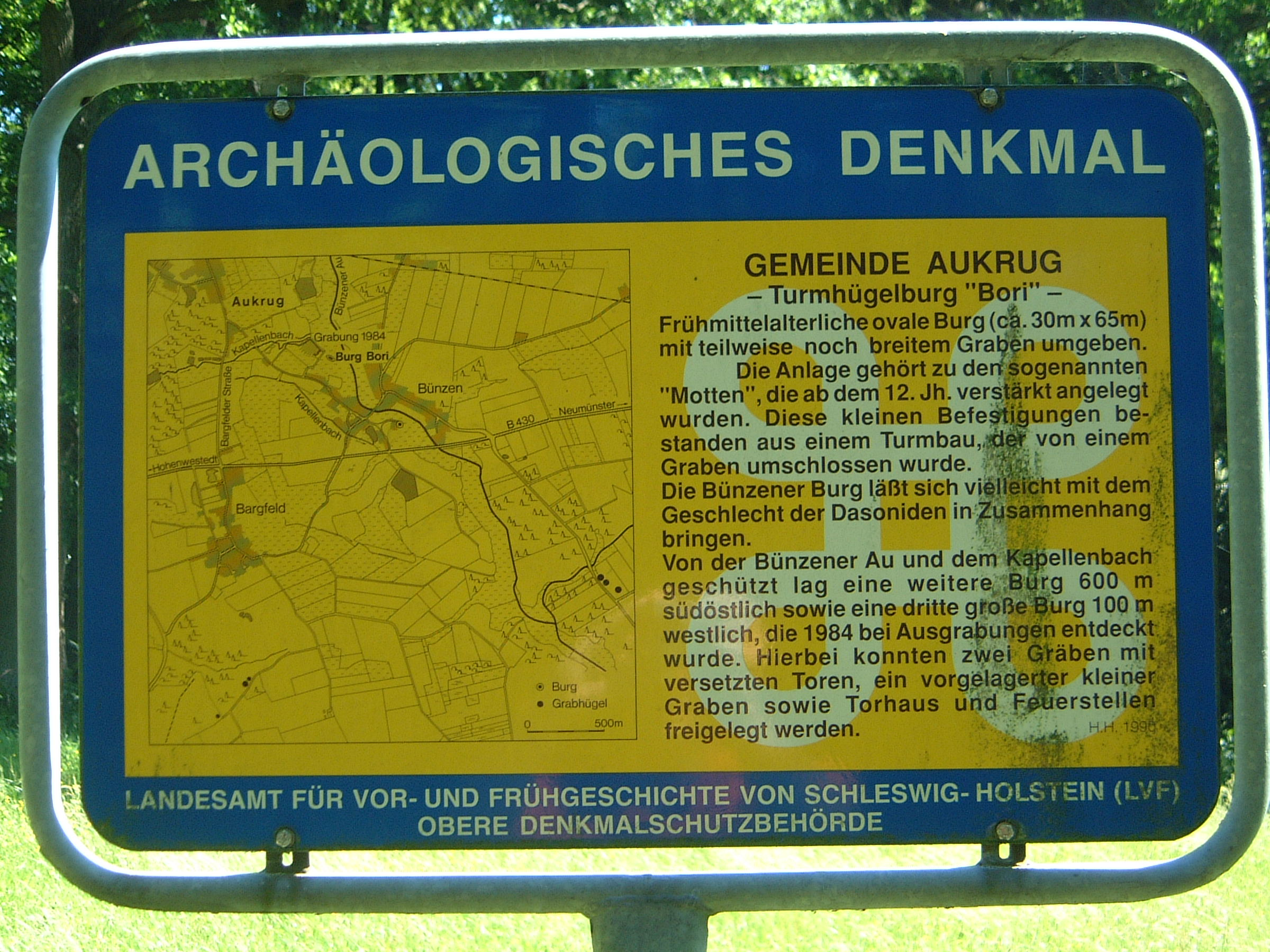
Hinweisschild an der Turmhügelburg Bori in Bünzen
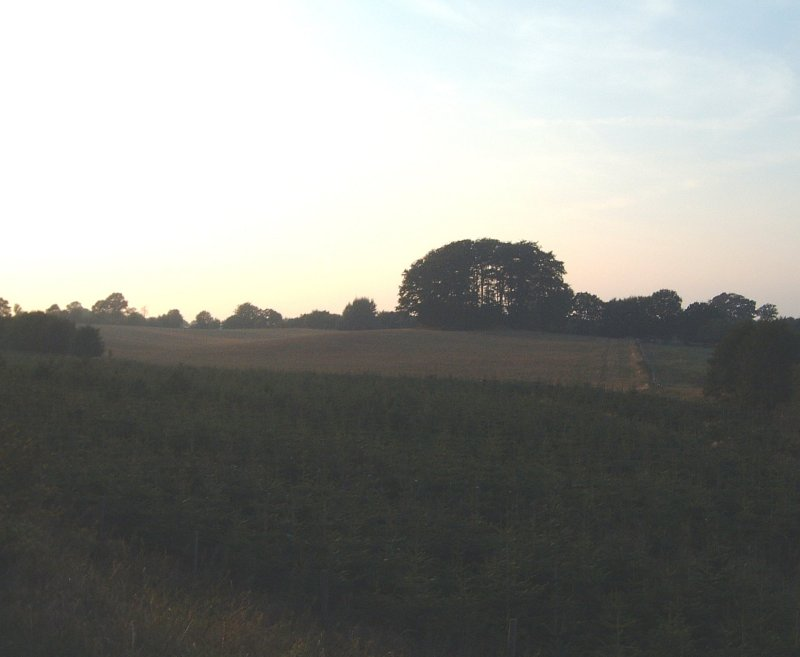
Der Grabhügel Kluesbarg im Sonnenuntergang

### Hünengrab Kluesbarg in Homfeld
Der Kluesbarg, ein mit Buchen bewachsene Hünengrab an der Itzehoer Straße, ist eine bronzezeitliche Grabanlage in Aukrug.

### Dithmarscher Berge
Die Dithmarscher Berge sind drei Hügelgräber aus der Bronzezeit an der Straße nach Ehndorf, die vermutlich als Erinnerung an die Schlacht in Bünzen (1317) so bezeichnet werden. Die Grabhügel bei Aukrug-Bargfeld liegen ebenfalls auf dem Gemeindegebiet.

### „Lübsche Trade“ nach Meezen
Der Waldweg von Aukrug-Homfeld nach Meezen ist ein ursprünglich erhaltener Abschnitt des alten Handelsweges Lübsche Trade. An der Einmündung auf die Bundesstraße 430 befindet sich ein Gedenkstein.

### Auerochsen
Seit 2002 werden im Naturpark zur Pflege einiger Flächen Heckrinder gehalten. Durch ihr Fressverhalten fördern die Rinder die Entstehung einer vielfältigen Pflanzen- und Tierwelt und machen weitere Pflegemaßnahmen der Weidelandschaft überflüssig. Die beiden Weideflächen befinden sich westlich des Bargfelder Moores an der Bünzau sowie in Aukrug-Homfeld in der weiträumigen Buckener-Au-Niederung. Von zwei Beobachtungstürmen kann man in Homfeld die Heckrinder, aber auch Rast- und Brutvögel gut beobachten, ohne dass man die Fläche betreten muss.

### Naturschutzgebiet Tönsheider Wald
Auf dem 67 Hektar großen Gelände östlich der Fachklinik befinden sich in dem Naturschutzgebiet Tönsheider Wald größere zum Teil naturnahe Waldflächen mit eingestreuten Heideflächen.

### Naturdenkmal „Knick mit Knickharfen“
Das Naturdenkmal Knick mit Knickharfen zwischen Aukrug-Homfeld und Waldhütten ist ein 50 Meter langer Knick mit rund 250 Jahre alten Knickharfen, der 1990 unter Schutz gestellt wurde.

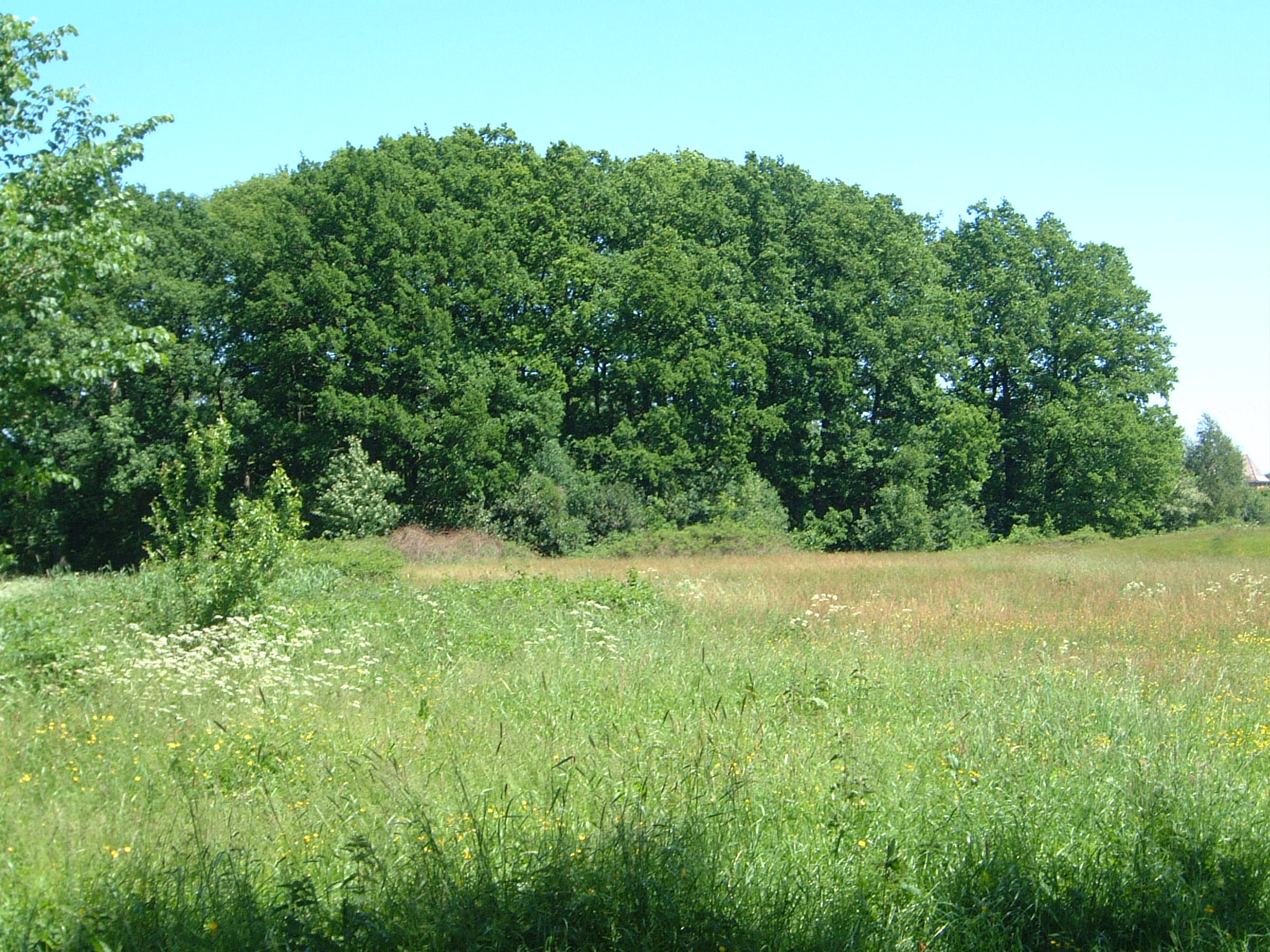
Reste der Turmhügelburg „Bori“ in Bünzen
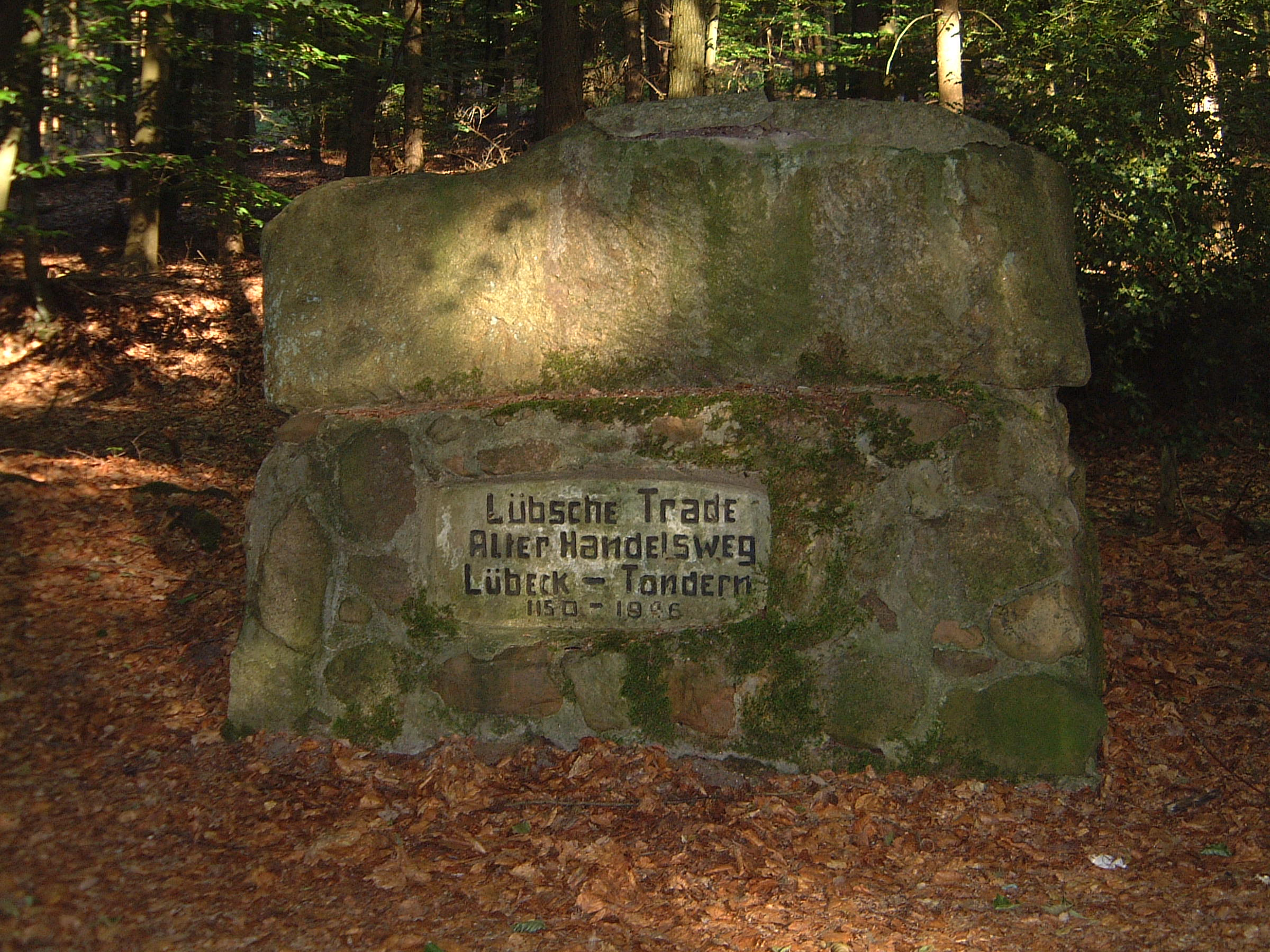
Gedenkstein an der Lübschen Trade in der Nähe von Aukrug-Homfeld
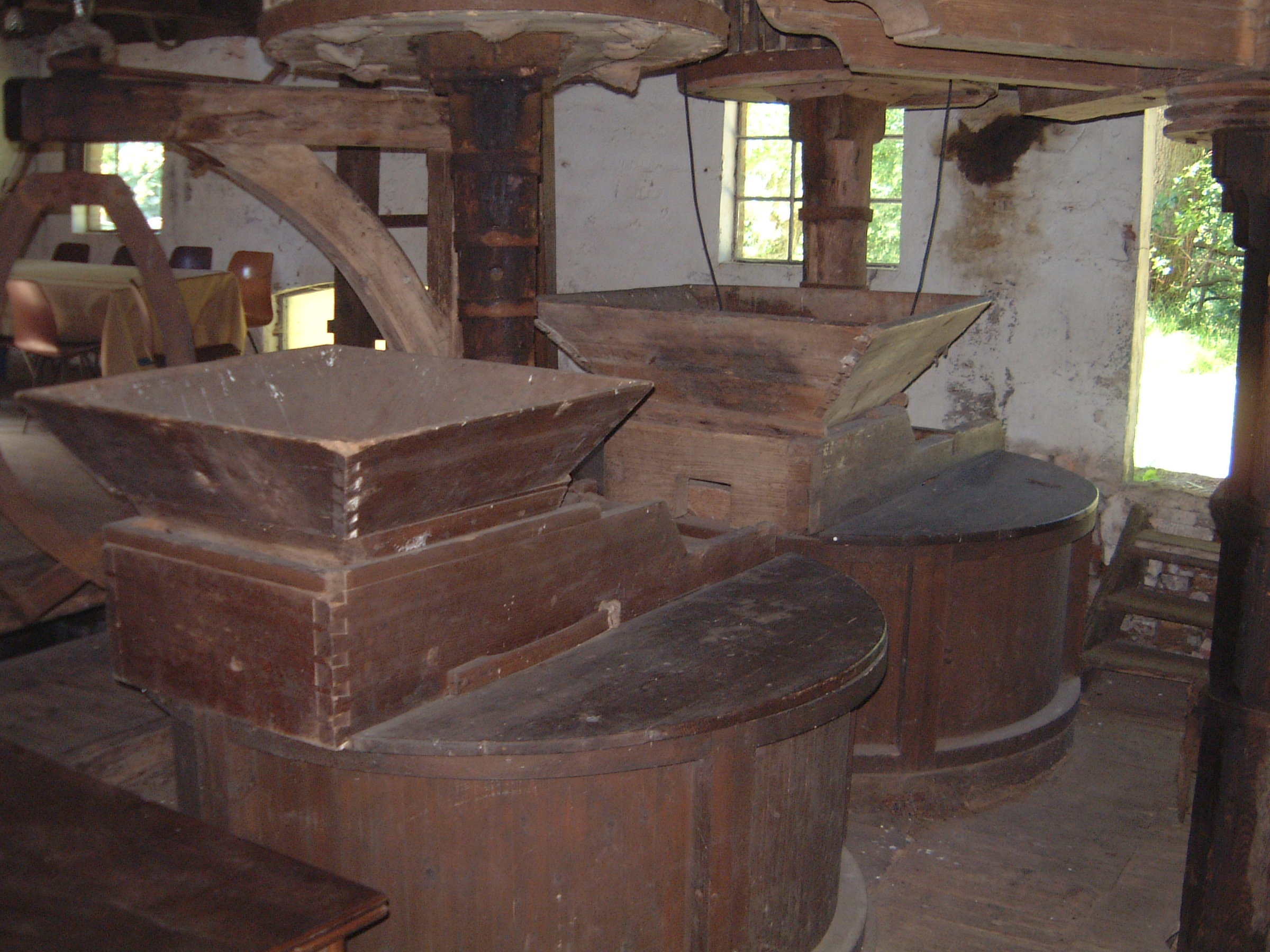
Mahlwerk in der Bünzer Wassermühle
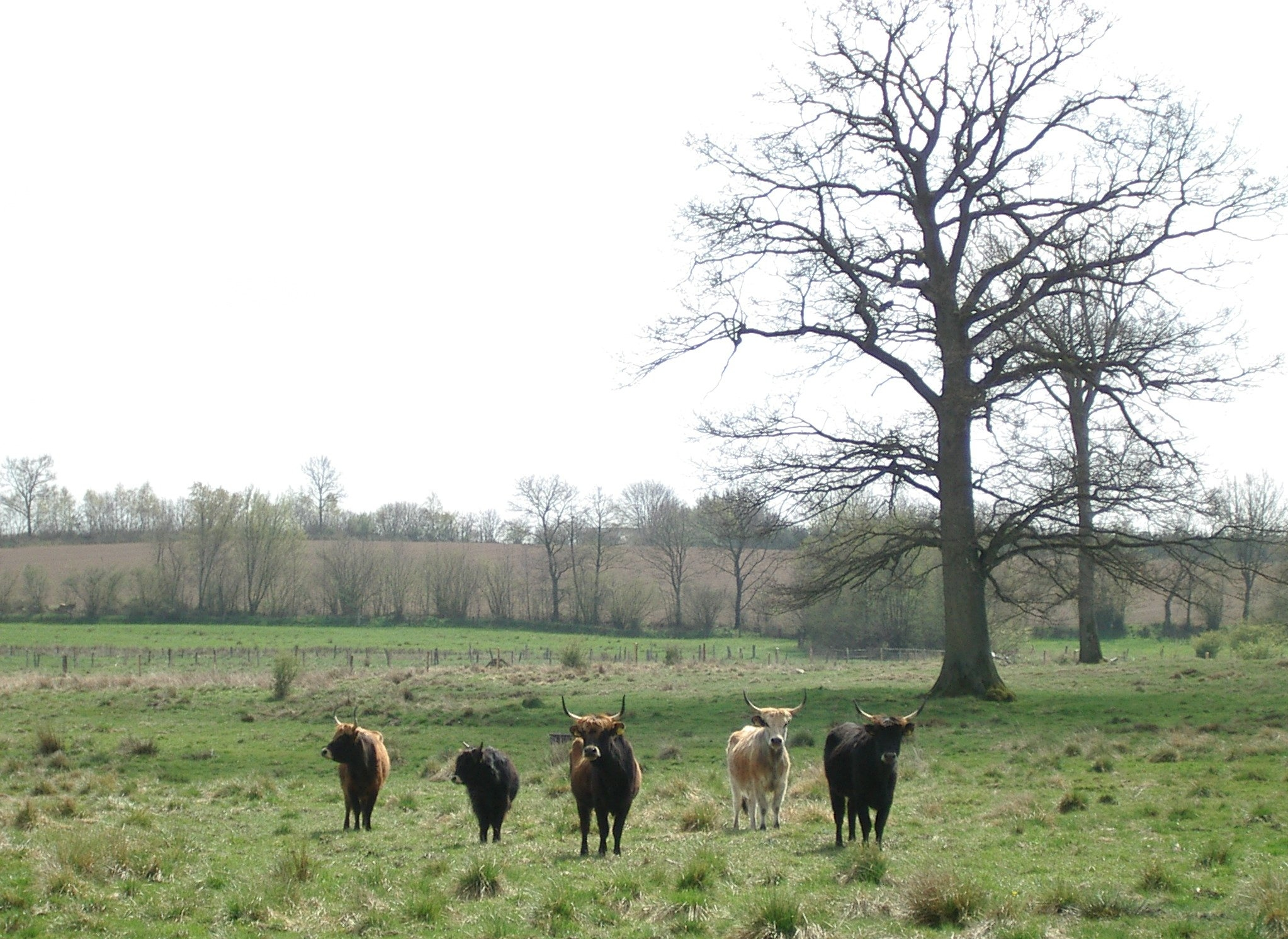
Heckrinder – Die Auerochsen im Aukrug

## Wirtschaft und Infrastruktur
Das örtliche Wirtschaftsleben ist durch kleinere Betriebe aus Handwerk, Handel und Landwirtschaft geprägt. Hervorzuheben ist der Spargelanbau. Die fünf ortsansässigen Spargelbauern bewirtschaften mit 20 Hektar etwa fünf Prozent der Spargelanbaufläche in Schleswig-Holstein (Stand 2015). Aukrug liegt an der Spargelstraße Schleswig-Holstein, und 2005 wurde hier die erste Spargelkönigin für Schleswig-Holstein gekrönt. Der Erholungswert des Gemeindegebietes macht den Fremdenverkehr zu einem bedeutenden Wirtschaftsfaktor.

### Öffentliche Einrichtungen

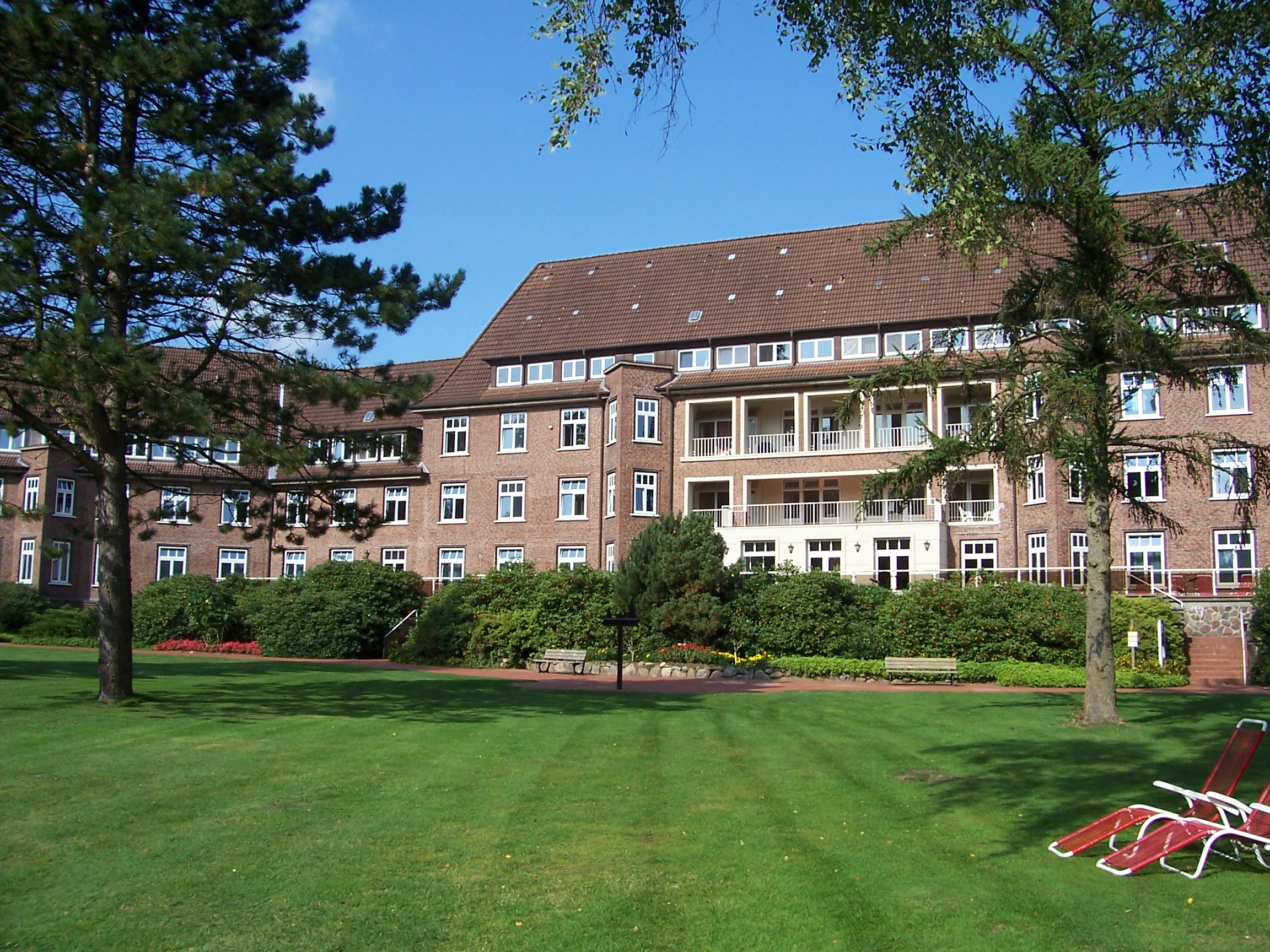
Altbau der Fachklinik Aukrug

In Aukrug betreibt die Deutsche Rentenversicherung Nord die Fachklinik Aukrug. Eine weitere Kur- und Rehabilitationseinrichtung ist die von der Diakonie Schleswig-Holstein betriebene Wohn- und Werkstätte für behinderte Menschen, der Erlenhof.

### Bildung
Im Ort gibt es ein Familienzentrum mit Kindergarten, Kinderkrippe, Waldkindergarten und Kinderhort sowie eine Grundschule. In Tönsheide ist das Bildungszentrum Tannenfelde, die Bildungseinrichtung der Wirtschaft in Schleswig-Holstein, ansässig.

### Verkehr

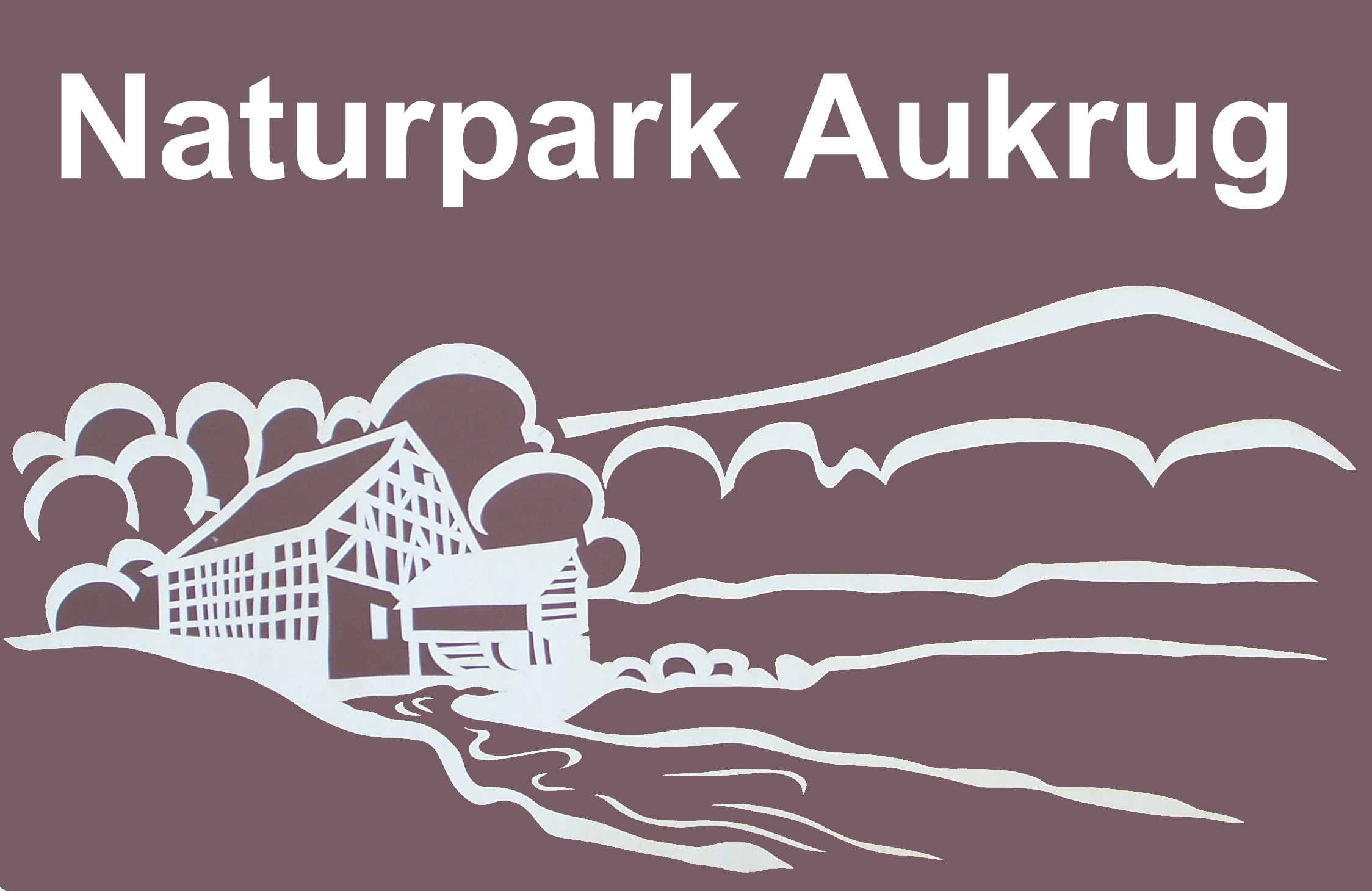
Unterrichtungstafel an der Autobahn 7

Aukrug liegt an der Bundesstraße 430 und der Bahnstrecke Neumünster–Heide, der sogenannten Westbahn. Die Strecke wird heute betrieben von der nordbahn Eisenbahngesellschaft.

## Freizeit und Tourismus
In Aukrug gibt es ausgeschilderte Wanderwege u. a. den Naturparkweg. Sie führen durch Wälder und folgen teilweise den Flussläufen der Bünzer Au. Weiter gibt es einen Segelflugplatz, der gegen eine Spende zu Gastflügen genutzt werden kann, und von Mitte März bis Mitte Oktober geöffnet ist.
In Innien gibt es ein Freibad mit Planschbecken und Sprungturm. Seit Mai 2006 gibt es am Freibad einen Wohnmobilstellplatz. In den ausgedehnten Sport- und Freizeitanlagen befindet sich ein Grillplatz für jedermann.
Am Boxberg befindet sich zudem ein Trimm-Dich-Pfad. Auch für Golf- und Tennisspieler sind Anlagen in der Gemeinde vorhanden.

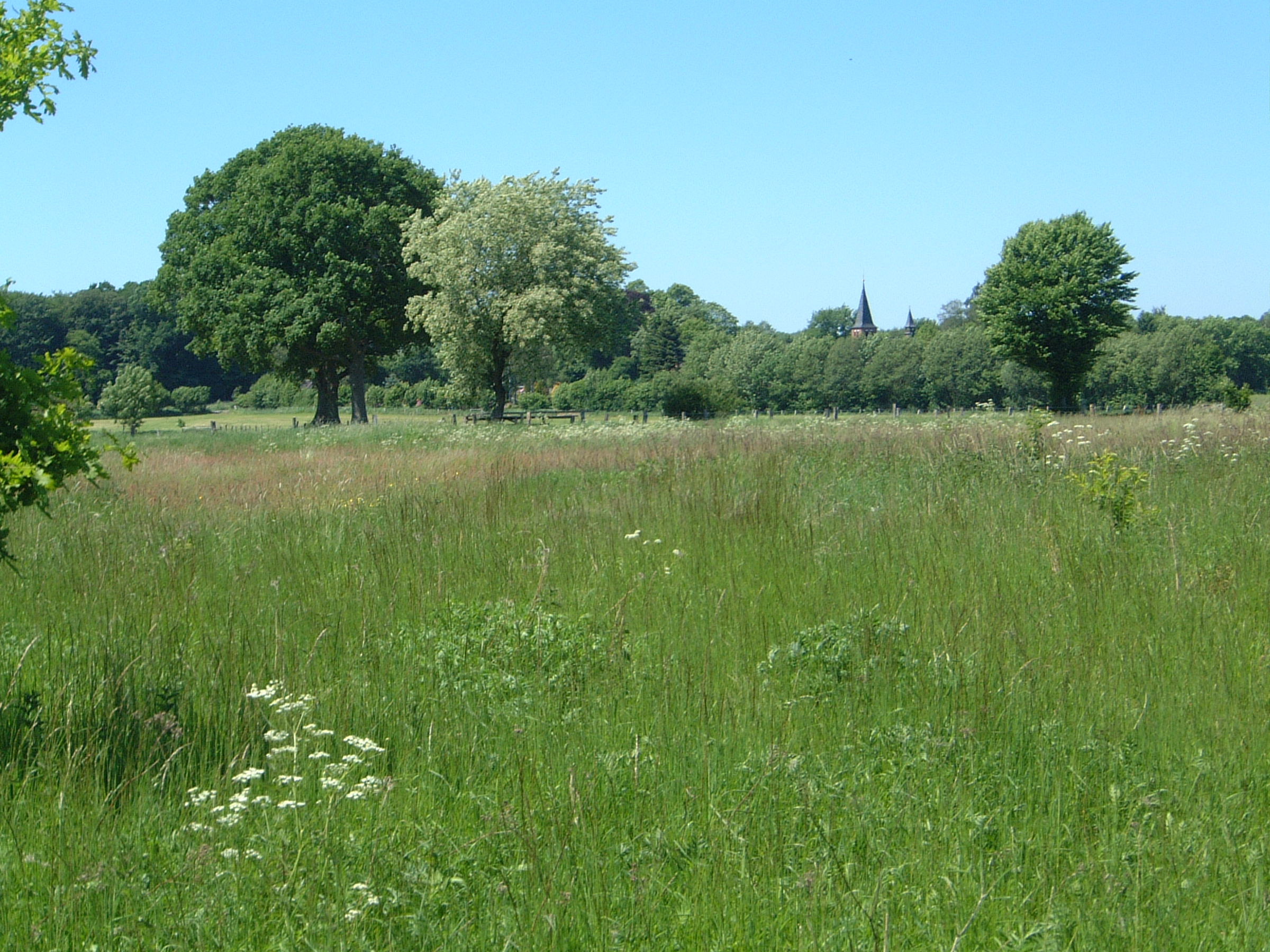
Typische Geestlandschaft in Aukrug
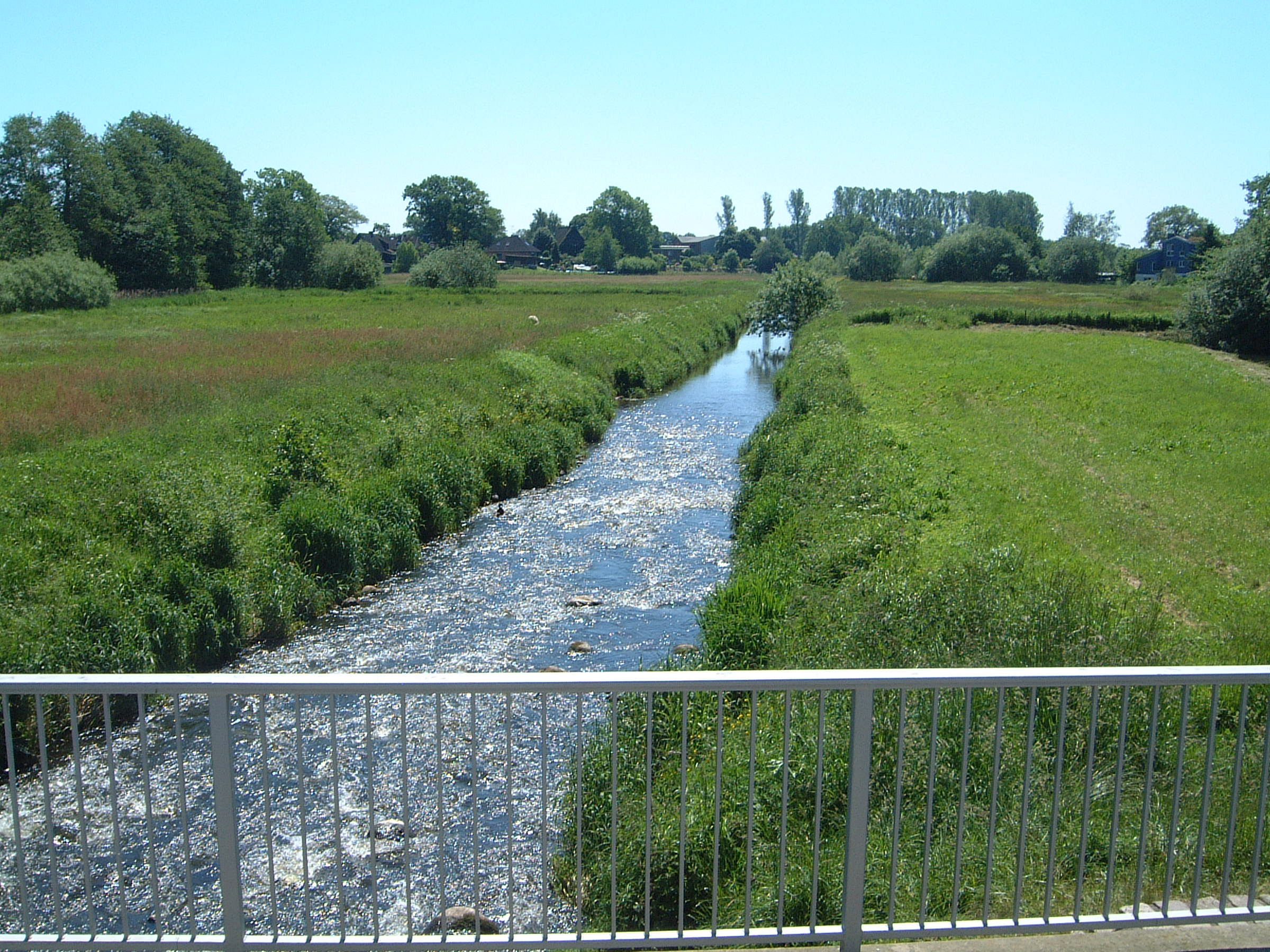
Bünzau in Richtung Süd-Osten von der Brücke in Aukrug-Innien
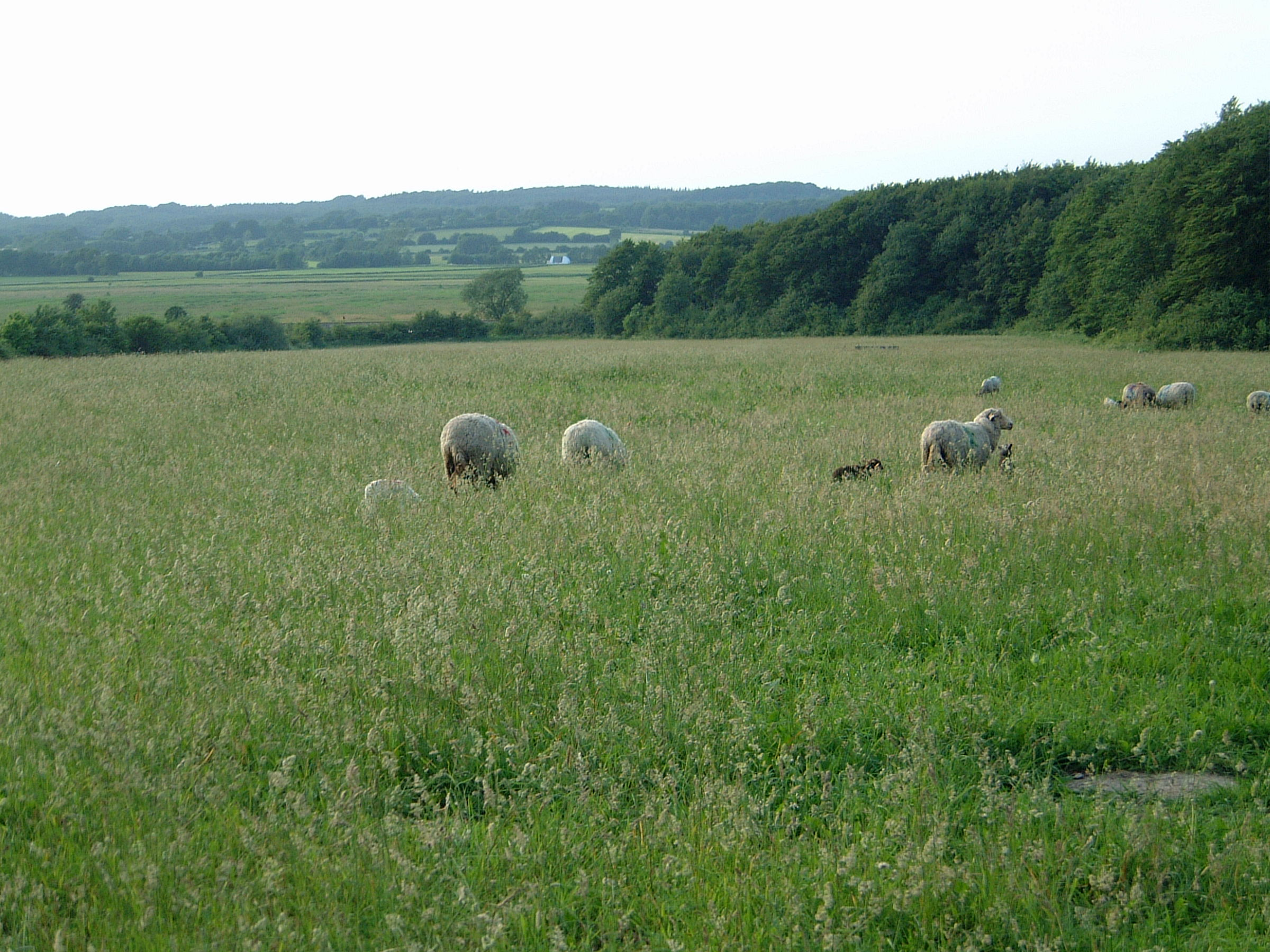
Blick ins Tal der Buckener Au
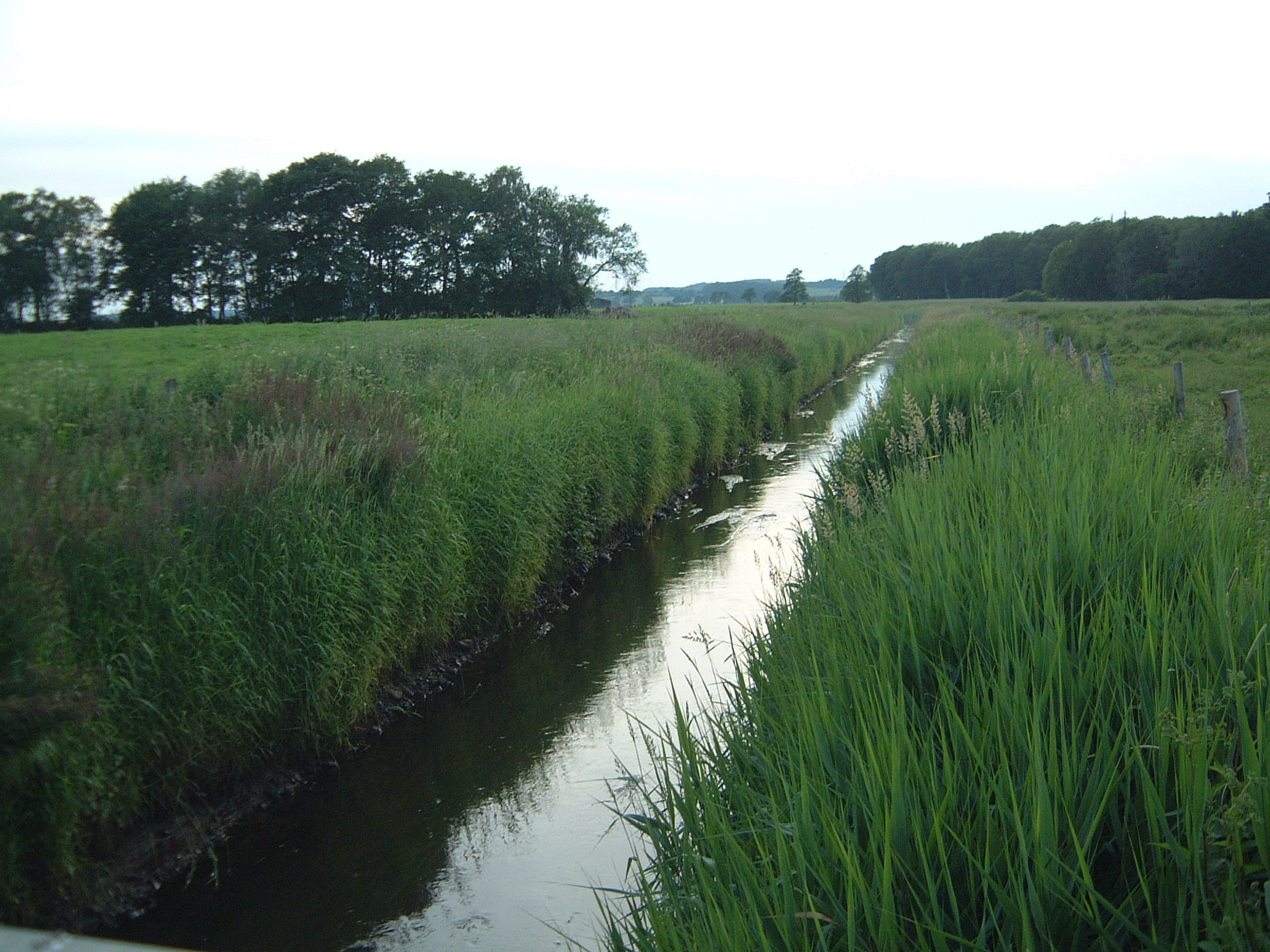
Buckener Au in der Nähe der Straße von Aukrug nach Heinkenborstel

## Vereine und Stiftungen
Das kulturelle Leben im Aukrug wird durch eine Vielzahl von Vereinen organisiert und ermöglicht:
- ADAC Ortsverein Aukrug
- Aukruger Seniorenclub
- AWO Arbeiterwohlfahrt
- Deutsches Rotes Kreuz, Ortsgruppe Aukrug
- DLRG Aukrug
- Förderverein Freibad Aukrug
- Gesellschaft für lebendige Geschichte
- JafA – Jugendarbeit für Aukrug
- Museumsverein „Dat ole Hus“
- Partnerschaftsverein Aukrug-Sien
- SoVD Sozialverband Deutschland
- VFF – Verein der Freunde und Förderer der Aukrugschule
- VHHG – Verein für Handwerk, Handel und Gewerbe
- Volkshochschule Aukrug

### Freiwillige Feuerwehren
- Freiwillige Feuerwehr Bargfeld
- Freiwillige Feuerwehr Innien
- Freiwillige Feuerwehr Böken
- Freiwillige Feuerwehr Homfeld
- Freiwillige Feuerwehr Bünzen
- Jugendfeuerwehr Aukrug

### Gilden u. Dorfvereine
- Böker Gilde
- Bargfelder Dorffest
- Bünzer Gilde
- Homfelder Gilde

### Musik-, Chor- und Theatergruppen
- Aukroger Speelkrink
- Männergesangverein Aukrug
- Feuerwehrmusikzug Aukrug

### Natur- und Heimatvereine
- Landfrauenverein
- Wasser- und Bodenverband Bünzau
- Imker-Verein Aukrug und Umgebung
- Wasser- und Bodenverband Buckener Au
- Hegering Aukrug
- ERNA Extensive Rinderhaltung im Naturpark Aukrug
- Aukruger Bund
- Naturschutzring Aukrug
- Teichgemeinschaft Bünzen

### Sportvereine
- Bahnsportclub BSC Aukrug
- DLRG Ortsverein Aukrug
- MHGCA Mittelholsteinischer Golfclub Aukrug
- Reitverein Aukrug
- Segelflug Aukrug
- Sportangelverein Aukrug
- TSV Aukrug
- Wandergruppe der VHS

### Stiftungen
- Stiftung Klimawald
- Jutta und Dr.Thomas Kittel-Stiftung[21]

Aukrug aus dem Segelflugzeug betrachtet

## Persönlichkeiten

### In Aukrug geboren
- Herbert Diercks (* 1953 in Homfeld) ist ein deutscher Historiker und Archivar.
- Gerd Helbig (* 1939 in Innien; † 29. April 2025), war ein deutscher Journalist und von 1968 bis zu seiner Pensionierung 2009 für das ZDF tätig.
- Heinrich Kaak (* 18. Januar 1891 in Böken; † 1975 in Itzehoe) war ein deutscher Tierarzt, von 1948 bis 1954 war er Vizepräsident und von 1954 bis 1957 Präsident der Tierärztekammer Schleswig-Holstein
- Henning Rathjen (* 1948 in Homfeld), ist ein deutscher Trabrennfahrer, Pferdetrainer und -züchter.
- Henning Ratjen (* 1793 in Homfeld; † 1880 in Kiel), war ein deutscher Jurist, Professor und Bibliothekar der Universitätsbibliothek Kiel.
- Heinrich Stühmer (* 14. Januar 1864 in Bünzen; † Oktober 1945 in Berlin), war ein deutscher Gewerkschafter.

### Mit Aukrug verbunden
- Jürgen Friedrich Ahrens (* 2. Oktober 1834 in Sarlhusen; † 14. Juli 1914 in Malente), Direktor der Gewerbeschule in Kiel und Heimatdichter, geboren 1834 in Sarlhusen, verbrachte seine Kindheit und Schulzeit in Bünzen.
- Alwin Blaue (* 6. September 1896 in Hamburg; † 28. November 1958 in Kiel) war ein deutscher Bildhauer und Kunsthandwerker. Er gestaltete an der Fachklinik Aukrug Teile der Fassade sowie zwei Plastiken am Eingang des Tuberkulose-Nachfürsorgeheims Heidhof
- Detlef Breiholz (* 24. Oktober 1864 in Vaasbüttel bei Hohenwestedt; † 1. Dezember 1929 in Neumünster), Lehrer und Imker, beerdigt in Innien. Unter seiner Präsidentschaft entstand 1925 aus der Vereinigung deutscher Imkerverbände der neue Deutsche Imkerbund.
- Fritz Bringmann (* 9. Februar 1918 in Lübeck; † 31. März 2011) war ein deutscher, kommunistischer Widerstandskämpfer gegen den Nationalsozialismus und Träger des Bundesverdienstkreuzes. Er lebte seit 1966 bis zu seinem Tod in Aukrug.
- Linny Claudius (* 18. April 1876 in Ziegenhals/Oberschlesien; † 9. Mai 1952 in Neumünster) war eine deutsche Frauenrechtlerin, Lehrerin und Politikerin. Linny Claudius und Marie Carstens waren im März 1919 die ersten Frauen, die in die Stadtverordnetenversammlung der Stadt Neumünster gewählt wurden. Nach der Ausbombung der Familienunterkunft Ende Oktober 1944 in Neumünster lebte sie mit ihrer Schwester, ihrer Tochter und zwei Enkelkindern bis 1950 in Homfeld[22].
- Carl Emeis  (* 31. Januar 1831 bei Flensburg (Kluesries); † 2. März 1911 in Flensburg), war ein deutscher Provinzialforstdirektor, Pionier der Bodenmelioration und Gründer des Heidekulturvereins für Schleswig-Holstein. Mit seiner Unterstützung wurde am 25. März 1874 der Erste schleswig-holsteinische Waldverband in Aukrug gegründet. Durch das Wirken des Waldverbandes wurde in ca. 30 Jahren die Waldfläche im Aukrug von 490 ha (1874) auf 930 ha (1906) fast verdoppelt. Carl Emeis und sein Sohn kamen nach der Gründung des Verbandes jährlich zu Waldbegehungen und Beratungen in den Aukrug.
- Uta Fölster (* 9. Februar 1956 in Itzehoe), seit 2008 Präsidentin des Schleswig-Holsteinischen Oberlandesgerichtes, wuchs in Aukrug auf.
- Joachim Hein (* 4. Juli 1901 in Neiße in Oberschlesien; † 5. Mai 1987) war von 1934 bis 1966 Direktor des Krankenhauses Tönsheide (heute Fachklinik Aukrug) und Professor für Innere Medizin in Kiel.
- Joachim Hinz (* 1953) in Eutin, ist ein deutscher Dokumentarfilmer und Kameramann, der in Aukrug lebt. Er hat den Imagefilm für die Gemeinde produziert.[23]
- Jürgen Kröger (* 16. November 1856 in Haale; † 27. Februar 1928 in Aukrug), kaiserlicher Baurat und Kirchenbaumeister, lebte ab 1919 in Aukrug und wurde 1928 in Innien beerdigt.
- Georg Reimer (* 7. Februar 1882 in Ekenis in Angeln; † 13. Februar 1959 in Aukrug), Lehrer und Heimatforscher, begründete mit seiner „Geschichte des Aukrugs“ die Auffassung vom Aukrug als geschlossenem Siedlungsbereich
- Johannes Tonnesen (1882–1971) war von 1944 bis 1953 Pastor in Innien. Er gehörte zu den auffälligsten Pastoren der Kirchengeschichte Schleswig-Holsteins in der Phase nach dem Ersten Weltkrieg und während der Zeit des Nationalsozialismus.
- Johannes Tramsen (* 1. August 1877 in Gremmerup, Angeln; † 8. September 1943 in Innien), Pastor in Innien und Leiter des Bruderrates der Bekennenden Kirche in Schleswig-Holstein, 1937 gehörte er zu denen, die „Die Erklärung der 96 evangelischen Kirchenführer gegen Alfred Rosenberg“ wegen dessen Schrift „Protestantische Rompilger“ unterzeichneten.

### Ehrenbürger
- Heinz-Wilhelm ‚Hajo‘ Fölster (* 22. März 1925 in Willenscharen; † 22. Dezember 2012 in Aukrug) war von 1967 bis 1987 Mitglied des Landtages Schleswig-Holsteins.
- Hans August Jensen (1916–1989) war von 1970 bis 1985 Bürgermeister der Gemeinde Aukrug und wurde von der Gemeindevertretung zum Ehrenbürgermeister ernannt.
- Nils Kuhnke (* 1943), die Aukruger Gemeindevertretung beschloss am 10. Oktober 2018, ihm den Titel „Ehrenbürgermeister der Gemeinde Aukrug“ „in Anerkennung der besonderen Verdienste um die Entwicklung der Gemeinde Aukrug während seiner 20-jährigen Amtszeit als Bürgermeister“ zu verleihen.[24]

### Ehemalige Ehrenbürger
- Friedrich Christiansen (* 12. Dezember 1879 in Wyk auf Föhr; † 3. Dezember 1972 in Aukrug), General der Flieger, Befehlshaber der Wehrmacht in den Niederlanden und Kriegsverbrecher, wurde 1933 Ehrenbürger der Gemeinde Innien, verbrachte seinen Ruhestand in Aukrug und wurde hier 1972 beerdigt. Obwohl die Ehrenbürgerschaft formell mit dem Tod endet, entschied der Gemeinderat im März 2016, Friedrich Christiansen diese wegen seiner Teilnahme an Kriegsverbrechen symbolisch mit einem protokollierten Beschluss abzuerkennen.

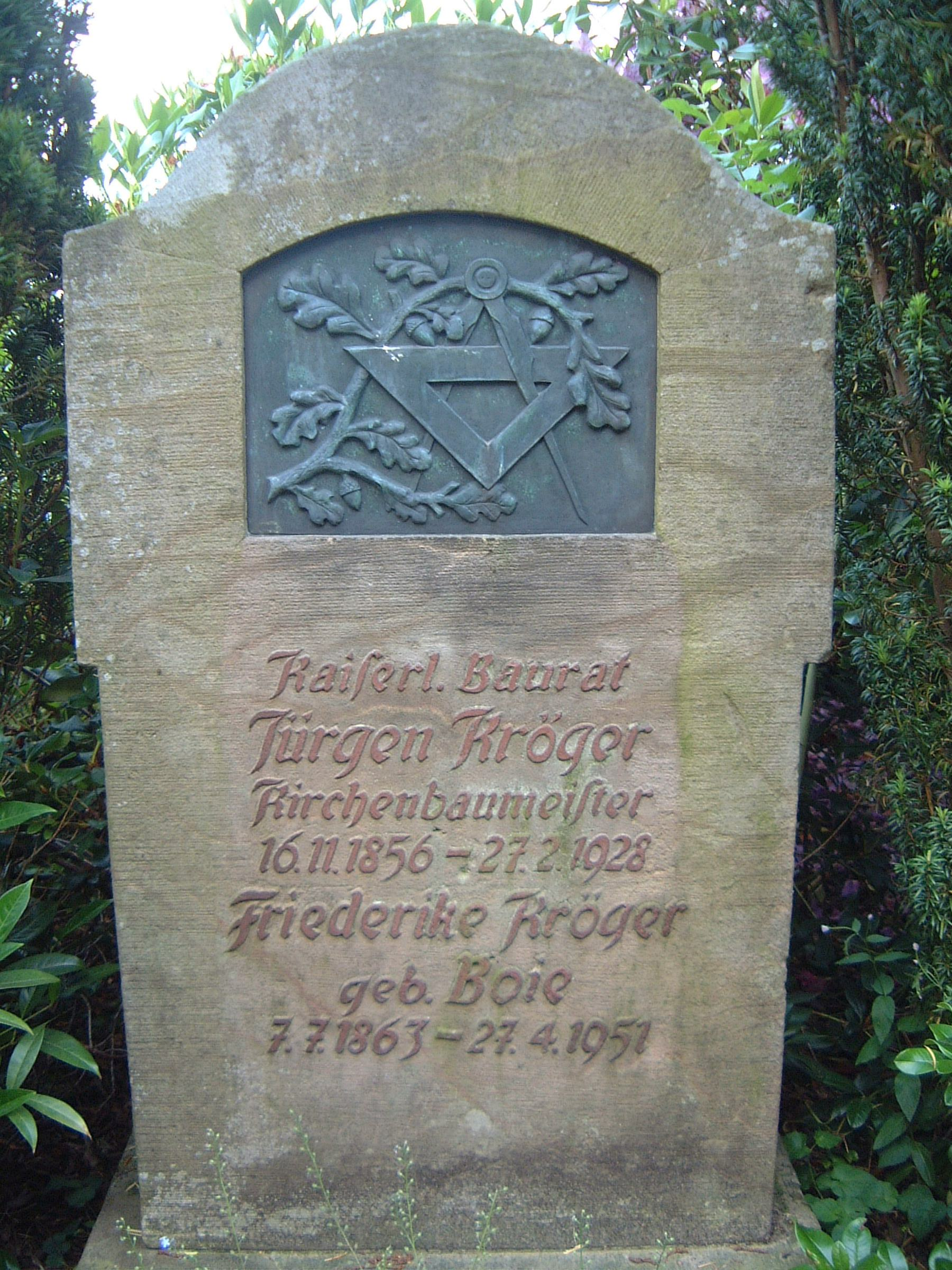
Grabstein von Jürgen Kröger
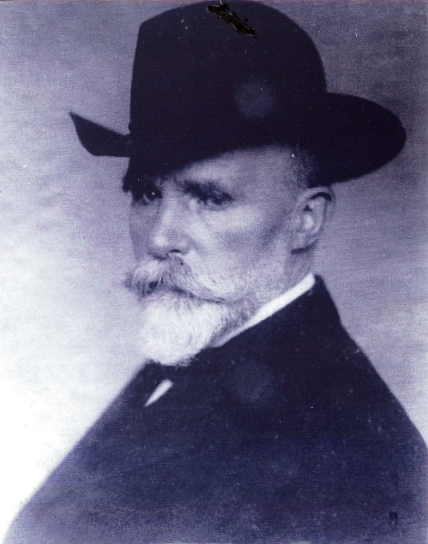
Porträt von Jürgen Kröger aus der Sammlung des Heimatmuseums Hohenwestedt
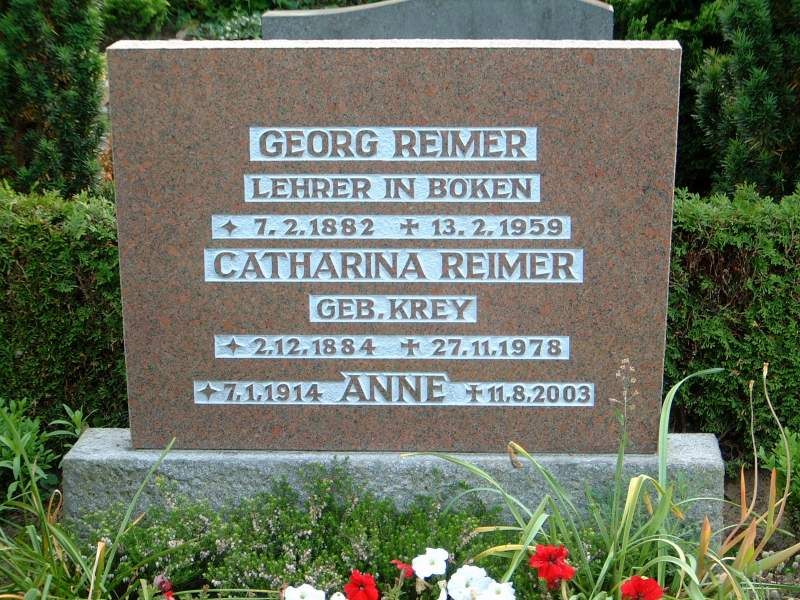
Georg Reimers Grab
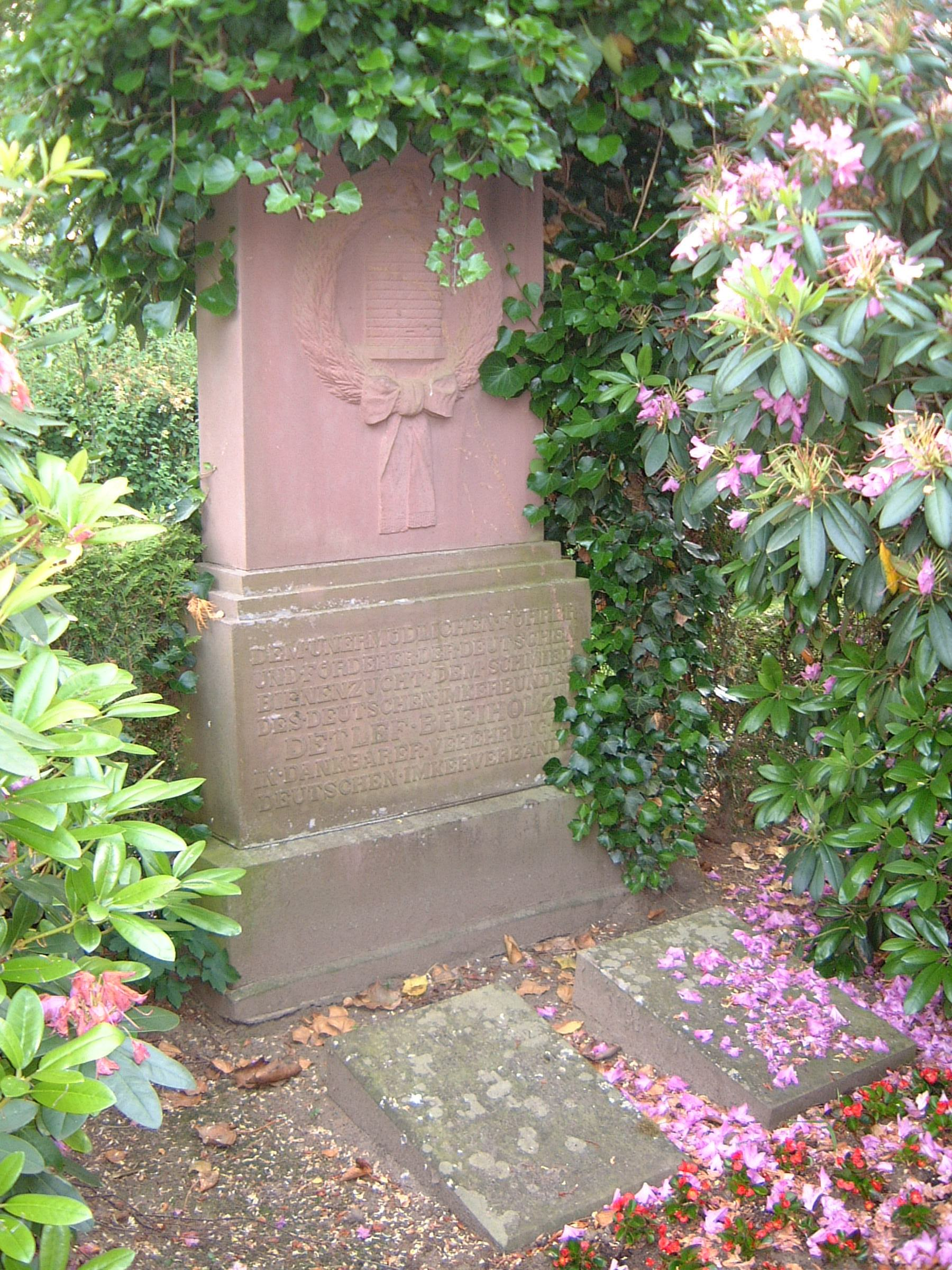
Grab von Detlef Breiholz